# Boeing CH-47 Chinook
El Boeing CH-47 Chinook es un helicóptero de transporte de carga pesada, bimotor con rotores en tándem de origen estadounidense. Fue diseñado y producido inicialmente por Boeing Vertol a principios de la década de 1960, actualmente Boeing Integrated Defense Systems.
Con una velocidad máxima de 315 km/h, es más rápido que los helicópteros utilitarios y de ataque contemporáneos de los años sesenta. Es una de las pocas aeronaves de esa época, junto al C-130 Hercules y el UH-1 Iroquois, que todavía siguen en producción y en servicio en primera línea con más de 1179 ejemplares fabricados. Sus principales usos incluyen transporte de tropas, despliegue de artillería y reabastecimiento en el campo de batalla. Dispone de una amplia rampa de carga en la parte trasera del fuselaje y de tres ganchos para izar carga externa.
El Chinook ha sido exportado a dieciséis países. Aunque algunas naciones utilizan helicópteros más grandes, como el Mil Mi-26 ruso, el CH-47 continúa siendo el helicóptero de carga más pesado usado por sus principales operadores: el Ejército estadounidense y la Fuerza Aérea británica.

## Desarrollo

### Antecedentes

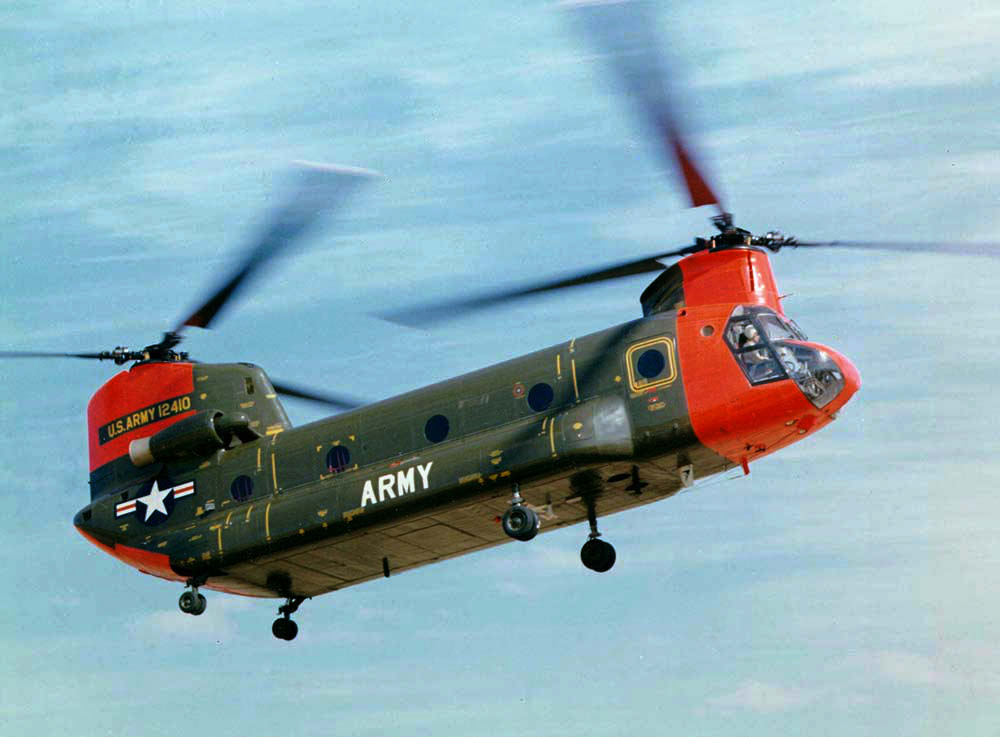
HC-1B durante un vuelo de pruebas y evaluación.

A finales de 1956, el Departamento del Ejército de los Estados Unidos anunció los planes para reemplazar al helicóptero de carga CH-37 Mojave, que estaba propulsado por motores de pistón, por un nuevo modelo propulsado por turbinas. Los motores de turbina fueron también una característica de diseño clave del pequeño helicóptero utilitario UH-1 Iroquois. Después de una competición de diseño, una comisión de selección conjunta entre el Ejército y la Fuerza Aérea recomendó en septiembre de 1958 que el Ejército adquiriera un helicóptero de transporte medio al fabricante Vertol. Sin embargo, la financiación para el desarrollo a gran escala aún no estaba disponible y el Ejército dudaba a la hora de definir sus requerimientos de diseño. Algunos creían que el nuevo helicóptero debía ser un transporte táctico ligero destinado a realizar la misión de los ya anticuados H-21 Shawnee y H-34 Choctaw y, por consiguiente, con capacidad para aproximadamente quince soldados. Otra parte del Ejército creía que el nuevo helicóptero debía ser mucho más grande para servir como transporte de artillería y tener unas dimensiones interiores mínimas compatibles con el sistema de misiles MGM-31 Pershing. Este problema del tamaño fue una decisión crítica.
Vertol comenzó a trabajar en un nuevo helicóptero de rotores en tándem designado Vertol Model 107 o V-107 en 1957. En junio de 1958, el Ejército de Estados Unidos otorgó un contrato a Vertol por el helicóptero bajo la designación YHC-1A. El YHC-1A tenía capacidad para 20 soldados. El Ejército probó tres ejemplares para obtener información de ingeniería y operacional. Sin embargo, el YHC-1A fue considerado por la mayoría de los usuarios del Ejército como demasiado pesado para misiones de asalto y demasiado ligero para tareas de transporte. Se tomó la decisión de adquirir un helicóptero de transporte más pesado y al mismo tiempo perfeccionar el HU-1A "Huey" como transporte de tropas táctico. El YHC-1A sería mejorado y adoptado por el Cuerpo de Marines con el nombre de CH-46 Sea Knight en 1962.

### Nacimiento
Entonces, el Ejército encargó un modelo más grande bajo la designación HC-1B, que fue llamado Model 114 por el constructor. El Boeing Vertol YCH-1B de preproducción realizó su primer vuelo el 21 de septiembre de 1961. En 1962, el HC-1B fue renombrado CH-47A bajo el nuevo sistema de designación de aeronaves de los tres servicios que entró en vigor ese mismo año. El sobrenombre ‘Chinook’ hacía referencia al pueblo Chinook nativo del Pacífico Noroeste estadounidense.
El Chinook está propulsado por dos motores turboeje, montados a ambos lados de la sección trasera del fuselaje y conectados a los rotores por ejes de transmisión. Los primeros modelos fueron equipados con motores de 2200 caballos de potencia. Los rotores coaxiales eliminan la necesidad de un rotor vertical antipar, permitiendo que toda la potencia de los motores sea usada para la sustentación y el empuje de la aeronave. La posibilidad de ajustar la carga entre cualquiera de los rotores hace que el aparato sea menos sensible a cambios en el centro de gravedad, una característica importante en el papel de transporte de carga. Si uno de los motores falla, el otro puede mover ambos rotores. La elección de tamaño del Chinook estuvo directamente relacionada con la ampliación del programa UH-1 Huey y la insistencia de los mandos tácticos del Ejército de que los primeros asaltos aéreos se articularan en torno al pelotón (9–13 soldados). El Ejército promovió el Huey y el Chinook, y aceleró su programa de movilidad aérea unos años.

### Versiones posteriores y mejoras

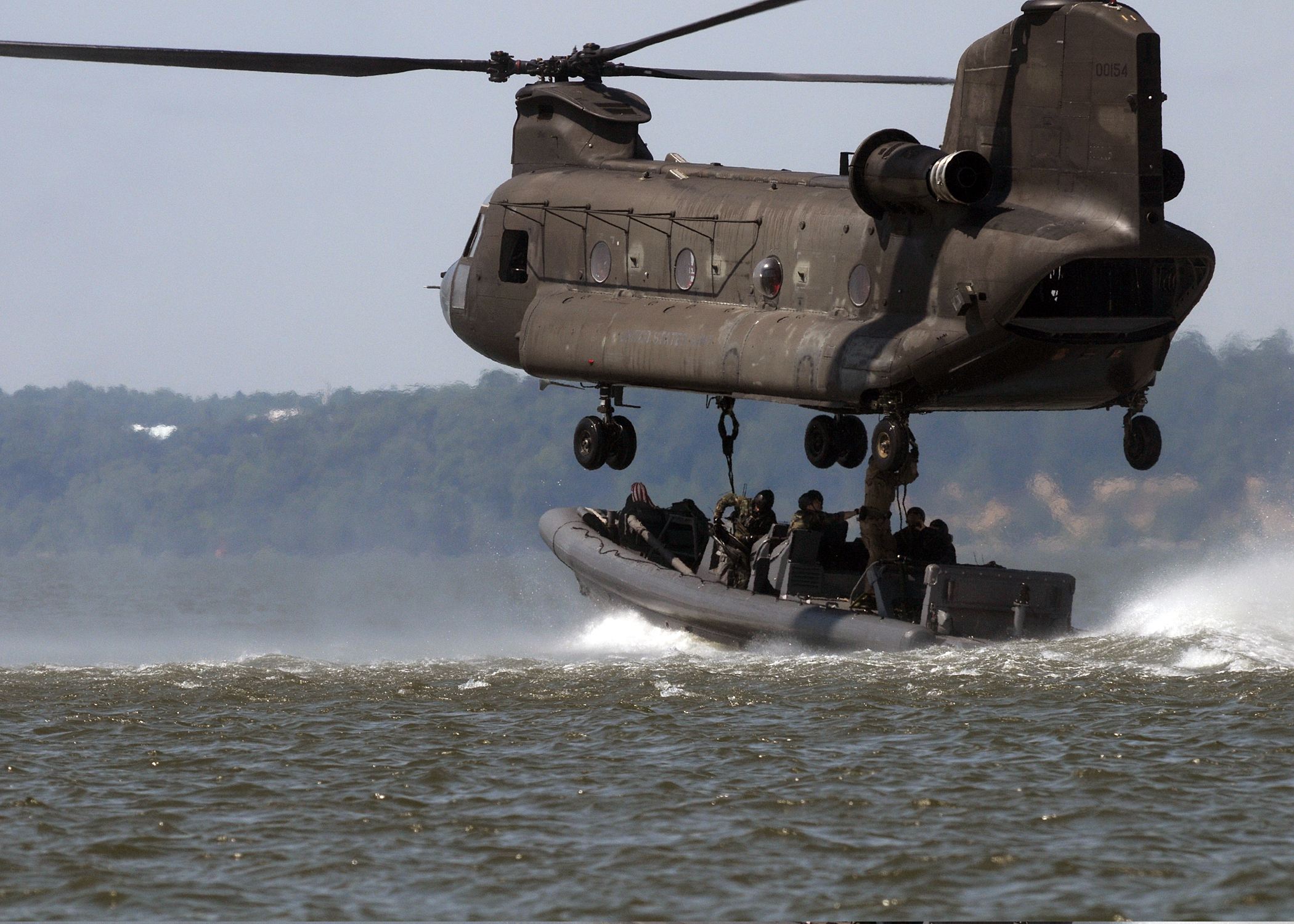
Un CH-47 en un ejercicio de entrenamiento con personal del 160.º Regimiento de Aviación y en un bote de la Armada en Virginia, julio de 2008.

Desde que el helicóptero CH-47 entró en servicio, se desarrollaron versiones mejoradas y más potentes. Vietnam vio la versión CH-47C, que incorporaba las mejoras requeridas por los primeros años de servicio en combate.
El mayor salto en la mejora del diseño fue con el ahora conocido como CH-47D, que entró en servicio en 1982. Las principales mejoras con respecto al CH-47C fueron la actualización de los motores, palas de los rotores de materiales compuestos, el rediseño de la cabina para reducir carga de trabajo al piloto, sistemas eléctricos redundantes y mejorados, un sistema de control de vuelo avanzado y mejoras en la aviónica. La versión más reciente es la CH-47F, que cuenta con varias mejoras importantes para reducir el mantenimiento de la aeronave, incorpora controles de vuelo digitalizados y está propulsado por dos motores Honeywell de 4733 caballos de potencia.

### Modelos comerciales y fabricados fuera de Estados Unidos
El modelo comercial del Chinook, el Boeing-Vertol Model 234, es usado a nivel mundial para realizar operaciones de logística, construcción, lucha contra incendios forestales y apoyo en exploraciones petrolíferas. El 15 de diciembre de 2006, la compañía de helicópteros Columbia Helicopters de Aurora, compró el certificado de tipo de este Model 234 a Boeing. El Chinook también fue fabricado bajo licencia por Elicotteri Meridionali (Agusta) en Italia y Kawasaki en Japón.

## Diseño

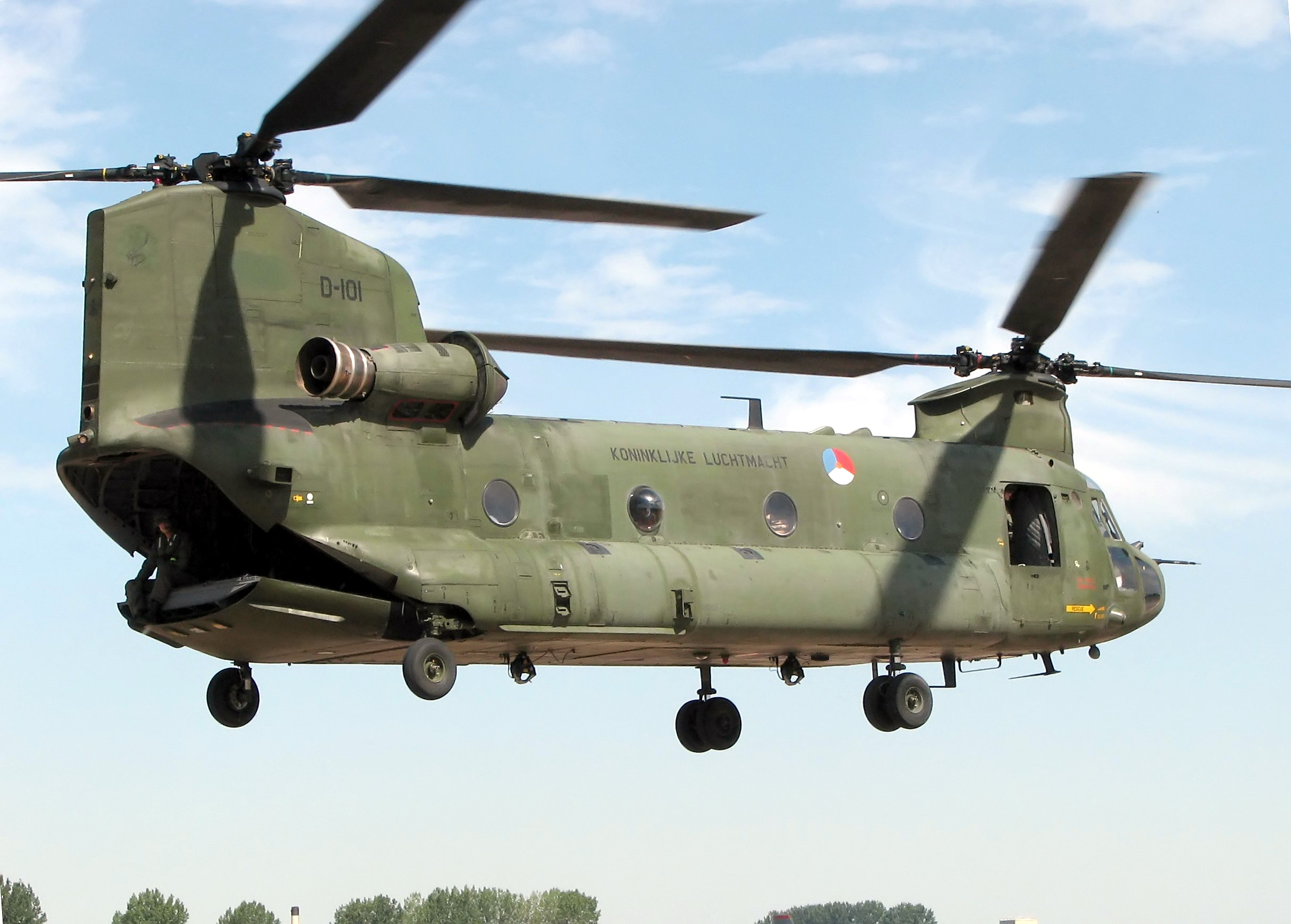
Chinook CH-47D de la Real Fuerza Aérea de los Países Bajos.

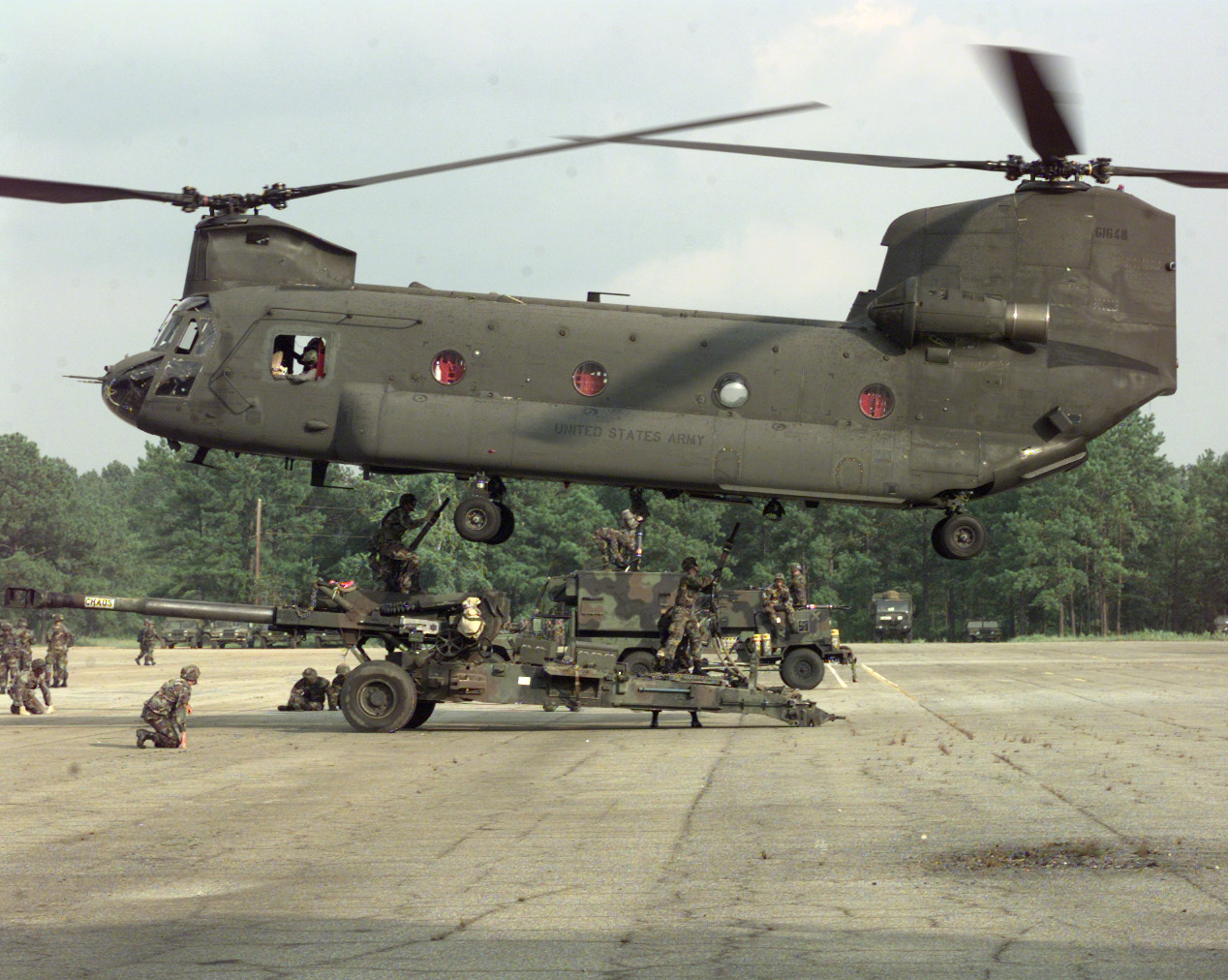
CH-47 Chinook cargando una pieza de artillería M198.

La estructura de este helicóptero es semimonocasco de construcción enteramente metálica, con dos rotores tripala coaxiales que eliminan la necesidad del rotor vertical, permitiendo que toda la potencia se use para la elevación y el empuje, emplazados sobre el fuselaje y accionados por dos motores turboeje. Las plantas motrices Avco Lycoming T55-L-5 empleadas en el CH-47A estaban estabilizadas a una potencia unitaria al eje de 2200 hp al despegue, pero, por ejemplo, los motores instalados en la variante CH-47C desarrollaban ya 3750 hp unitarios al eje, potencia suficiente como para permitir el izado de un avión de combate averiado o abatido, e incluso de otro Chinook. Su tren de aterrizaje no retráctil presenta una configuración de cuatriciclo, y el fuselaje dispone de flotadores estancos y compartimentados carenados a cada lado del fuselaje inferior, que cubren casi tres cuartas partes de la longitud del fuselaje, para suplementar la flotabilidad del fuselaje interior estanco en las operaciones acuáticas. El primer YHC-1B efectuó su vuelo inicial el 21 de septiembre de 1961, en cuyo momento se había firmado ya el primer contrato de fabricación en serie del CH-47A, y las entregas comenzaron en diciembre de 1962.
En ese momento se había construido toda una serie de versiones, entre ellas la CH-47B, un desarrollo provisto de turboejes más potentes de 2850 hp, palas de rotor de nuevo diseño y otras mejoras de detalle; el primero de dos prototipos realizó su vuelo inicial en octubre de 1966, y las entregas comenzaron el 10 de mayo de 1967. Le siguió el CH-47C (Model 234) propulsado por medio de dos turboejes T55-L-11C de 3750 hp, que disponía de un sistema de transmisión reforzado e incorporaba mayor capacidad de combustible. El primero de estos aparatos realizó su primer vuelo el 14 de octubre de 1967, iniciándose las entregas de los aparatos de serie a principios de 1968. Se fabricaron nueve aparatos similares al CH-47C para las Fuerzas Aéreas de Canadá, bajo la designación CH-147; las entregas empezaron en septiembre de 1974. El CH-147 disponía de los últimos adelantos en seguridad así como de un sistema avanzado de control de vuelo, con un peso máximo en despegue en tierra de 22 680 kg, y de 20 865 en emergencia sobre agua. Durante la guerra de Vietnam, se fabricaron cuatro unidades de la variante ACH-47A, similares en su forma al CH-47A, aunque equipados con blindaje y armamento, que incluía un lanzagranadas de 40 mm en el morro, un cañón de tiro frontal de 20 mm y una ametralladora de 7,62 mm, o un lanzacohetes para 19 proyectiles de 70 mm, montado sobre soporte, a cada lado del fuselaje, además de cinco puestos de tiro en la cabina, cada uno de ellos con una ametralladora de 12,7 o 7,62 mm montada sobre afuste móvil. Se evaluaron tres de estos ejemplares en Vietnam, pero no se construyó ninguno más.
Bajo un programa de desarrollo del Ejército estadounidense, se desmontó una unidad de cada uno de los modelos CH-47A, CH-47B y CH-47C hasta su fuselaje básico, reconstruyéndose después con un estándar mejorado para ser utilizados como prototipos del CH-47D. Estos CH-47D mejorados disponen de turboejes más potentes, transmisiones para un mayor régimen, aviónica de nuevo diseño y muchas otras mejoras. También se introdujo una unidad de potencia auxiliar y un sistema de triple gancho para la suspensión de cargas. Después de la feliz culminación de las pruebas en vuelo de estos prototipos a cargo del Ejército estadounidense, Boeing Vertol inició un programa de remodelación de los CH-47A al estándar CH-47D; en 1982 tuvo lugar la entrega de la primera de estas conversiones.
La Real Fuerza Aérea pasó un pedido de 33 unidades similares al CH-147 canadiense bajo la designación Chinook HC Mk 1. Disponen de aviónica y equipos británicos, así como de toda una serie de accesorios especiales. El primero de ellos se entregó en agosto de 1980, y a principios de 1982 culminó la entrega de todas las unidades completas. Desde 1970 se han construido en Italia Chinook para clientes europeos y de Oriente Medio, después de la adquisición por parte de la Elicotteri Meridionali de los derechos de coproducción y comercialización de la Boeing Vertol. Agusta, SIAI-Marchetti y otros fabricantes italianos también participaban de este programa.

### Componentes del CH-47F
Referencias: aviationtoday.com

#### Electrónica
| Sistema      | País | Fabricante | Notas                                           |
| ------------ | ---- | ---------- | ----------------------------------------------- |
| Red de datos |      |            | MIL-STD-1553B, ARINC 429, Fast Ethernet, RS-422 |

#### Armamento
| Sistema                | País           | Fabricante       | Notas                      |
| ---------------------- | -------------- | ---------------- | -------------------------- |
| Ametralladora (opción) | Estados Unidos | General Dynamics | 2 × M60 de 7,62 mm         |
| Ametralladora (opción) | Bélgica        | FN Herstal       | 2 × FN MAG de 7,62 mm      |
| Ametralladora (opción) | Estados Unidos | General Dynamics | 1 × M2 Browning de 12,7 mm |

#### Propulsión
| Sistema | País           | Fabricante       | Notas           |
| ------- | -------------- | ---------------- | --------------- |
| Motor   | Estados Unidos | Lycoming Engines | 2 × T55-GA-714A |

## Historia operacional

### Guerra de Vietnam

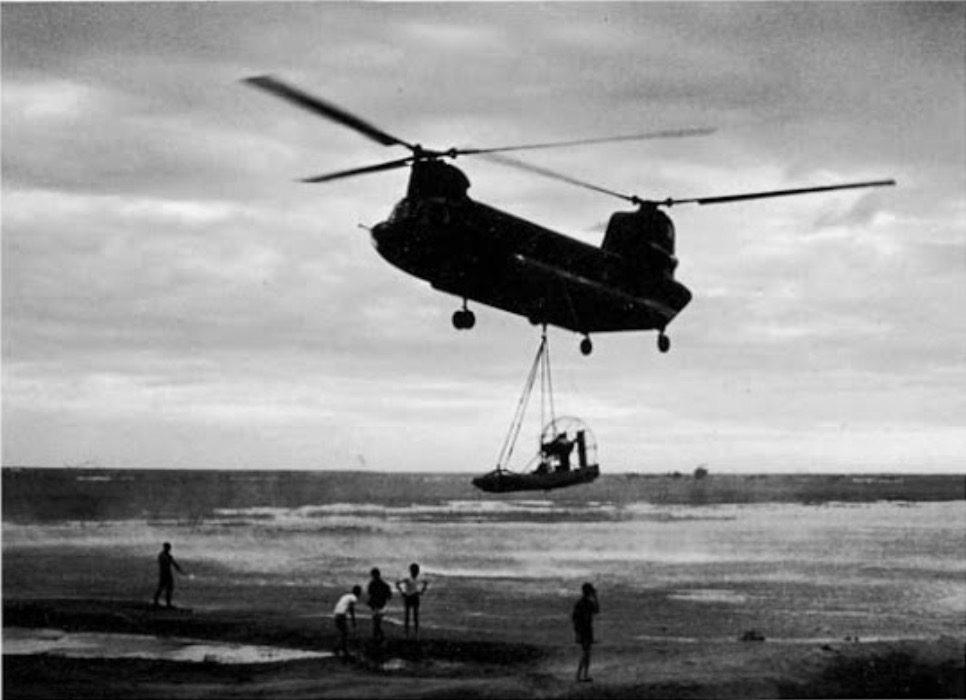
Un CH-47 Chinook transporta un bote de las MIKE Force en Vietnam.

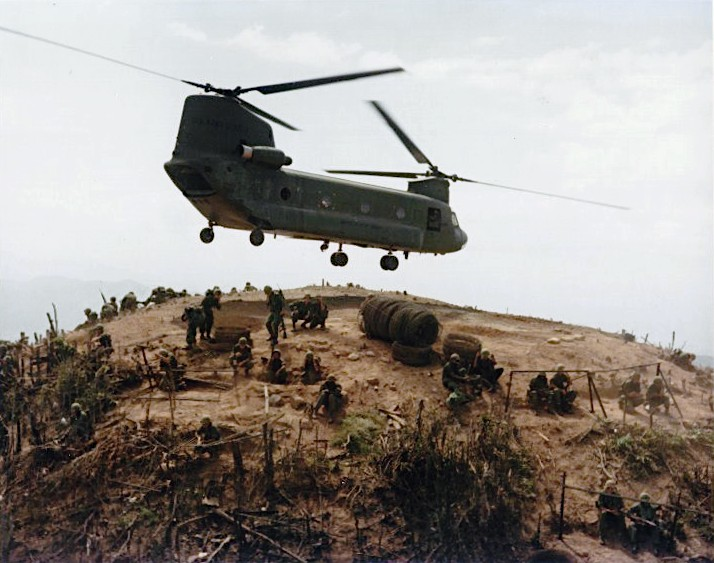
Un CH-47 desembarca soldados en un puesto de las montañas Cay Giep.

En 1965, el CH-37B Mojave empezó a ser reemplazado por el CH-47A y el CH-54A en el Ejército estadounidense. Poco después de entrar en servicio, los CH-47 se desplegaron en Vietnam; en septiembre de 1965, la 1.ª División de Caballería desplegó sus CH-47A. Los modelos CH-47A, B y C sirvieron con las fuerzas de Estados Unidos y Vietnam del Sur hasta el final de la guerra en 1975. Algunos CH-47 fueron capturados en 1975 por Vietnam del Norte e incorporados a sus filas, hasta que la falta de repuestos obligó a retirarlos.
Las misiones principales de los CH-47 eran el transporte de material, artillería y de personal. Ocasionalmente se emplearon como bombarderos improvisados, lanzando napalm y bidones de gas lacrimógeno sobre fortificaciones y túneles enemigos. Solo en los dos primeros años en Vietnam, los CH-47 realizaron 238 000 salidas, transportaron 610 000 toneladas de material y 671 000 hombres, recuperando 1350 aeronaves derribadas. Las tripulaciones pronto montaron ametralladoras en las puertas, a veces otra adicional en la rampa de carga. En su momento más álgido, el Ejército estadounidense llegó a contar con 21 compañías de CH-47 desplegadas en Vietnam. Aproximadamente 750 CH-47 Chinook sirvieron en Vietnam con estadounidenses y survietnamitas, de ellos unos 200 se perdieron en combate o en accidentes. El Ejército estadounidense perdió por diversas causas 83 CH-47A, 20 CH-47B y 29 CH-47C.
En Vietnam, el CH-47 dejó en evidencia muchas de las deficiencias de su diseño, algo esperado al ser una máquina nueva y recién incorporada. Las duras condiciones de Vietnam tuvieron un efecto negativo sobre el rendimiento del CH-47, que afectó a su capacidad de carga, velocidad y autonomía. Ello llevó a que en mayo de 1967 se introdujera en servicio el modelo CH-47B, que contaba con motores más potentes y mejora aerodinámica en las palas de los rotores. Las mejoras no fueron suficientes, y en 1968 llegó el CH-47C.
La Fuerza Aérea de Vietnam del Sur contaba con los 237th y 247th Helicopter Squadron, equipados con casi 40 CH-47A transferidos por el Ejército estadounidense como parte de la vietnamización. La fase que afrontaron de guerra fue compleja, cinco de sus CH-47A fueron derribados por misiles SA-7, una amenaza cada vez más frecuente al final de la guerra. En 1975, varios de los CH-47A fueron capturados por Vietnam del Norte, y algunos incorporados al servicio para ser empleados en la invasión de Camboya y la guerra contra China en 1979. El 917 Regimiento Aéreo Mixto contaba con helicópteros Mi-4 y CH-47.
Con las lecciones de la guerra, Boeing y el Ejército estadounidense comenzaron una importante actualización que tuvo como resultado el modelo CH-47D.
Ante la necesidad de aumentar la potencia de fuego para apoyar a sus helicópteros, se experimentó con 4 CH-47A artillados. Estos ACH-47A contaban con ametralladoras de 7,62 mm y 12,75 mm, cañones de 20 mm, lanzagranadas de 40 mm y lanzacohetes.

### Guerra Irán-Irak
La Fuerza Aérea Imperial Iraní compró 20 CH-47C en 1971 y el Ejército de Irán, 70 CH-47C, todos entregados por de Elicotteri Meridionali entre 1972 y 1976. En 1978, Irán realizó un pedido de un 50 CH-47 adicionales, cancelado después de la revolución tras la entrega de 11 helicópteros.
Durante la guerra, Irán hizo un gran uso de sus CH-47, y perdió al menos ocho aparatos en combate. En julio de 1983, un Mirage F.1 reclamó la destrucción de tres CH-47, y, en febrero de 1984, un MiG-21 reclamó el derribo de dos CH-47. Otro CH-47 desertó a Irak en 1985. En marzo de 1982, Irán lanzó la Operación Innegable Victoria, en ella CH-47 iraníes desembarcaron tropas de comando tras las líneas iraquíes que atacaron y silenciaron las posiciones de artillería, y capturaron a mandos iraquíes. A pesar del embargo de armas, Irán ha logrado mantener su flota operativa y algunos de CH-47 han sido reconstruidos localmente.

### Guerra del Chad
En 1976, la Fuerza Aérea Libia compró 24 CH-47C en Italia. Estos CH-47 volaron misiones de transporte y apoyo en Chad para abastecer a las fuerzas terrestres libias que operaban allí en la década de 1980. Ocasionalmente se emplearon también para el transporte de fuerzas especiales libias en misiones de asalto en el norte de Chad.

### Guerra del Sahara
Marruecos adquirió después de la invasión del Sahara Occidental helicópteros CH-47C, recibidos en dos lotes de seis en 1979 y 1982. Estos helicópteros se emplearon para aprovisionar las unidades marroquíes apostadas en el muro defensivo creado para hacer frente a las incursiones del Frente Polisario.

### Guerra de las Malvinas
El Chinook fue usado tanto por Argentina como por el Reino Unido durante la guerra de las Malvinas en 1982. La Fuerza Aérea Argentina y el Ejército Argentino desplegaron cuatro CH-47C (dos cada fuerza), que fueron ampliamente usados en labores de transporte de carga y personal para el abastecimiento de las distintas guarniciones argentinas, principalmente las más distantes, basándose algún CH-47 en Pradera del Ganso. Cuando los aviones británicos comenzaron a hostigar a las fuerzas argentinas, todos los helicópteros se llevaron a una base más segura, ubicada al norte del Monte Kent. De los dos aparatos del Ejército, el AE-521 fue destruido en tierra por un Harrier y el otro (AE-520), inmovilizado en Puerto Argentino por averías en el motor, fue capturado. Después de la guerra, el primero fue canibalizado y luego reparado, y utilizado por los británicos como entrenador (numeral ZH257). Los helicópteros de la Fuerza Aérea regresaron al continente gracias a sus depósitos auxiliares y continuaron en servicio hasta el año 2002.
Tres CH-47 de la RAF fueron destruidos el 25 de mayo de 1982, cuando el Atlantic Conveyor fue alcanzado por un misil Exocet disparado por un avión argentino Super Etendard. El único CH-47 que se salvó, Bravo Noviembre ZA718, prestó un servicio insustituible, transportando 1500 soldados, 95 heridos, 650 prisioneros y 550 toneladas de carga. En una ocasión llegó a transportar a 81 soldados y en otra ocasión estuvo a punto de estrellarse contra el mar mientras atravesaba una tormenta de nieve. A pesar de no contar con recambios, herramientas, lubricantes ni otros equipos, el helicóptero logró operar durante 19 días, hasta el final de la guerra.
Tras la guerra, la RAF asignó 4 CH-47 al "ChinDet" (Chinook Detachment) de Malvinas, renombrado 1310 Flight en 1983. Cuando se formó el 78 Squadron en 1986, fusionando los 1310 Flight y 1564 Flight (que operaban helicópteros Sea King) la unidad se dotó con dos CH-47. Posteriormente se asignó solo un CH-47 y en 2006 las necesidades de Afganistán acabaron con la presencia del CH-47 en Malvinas.

### Invasión de Panamá
El primer batallón del 228 Regimiento de Aviación, con su compañía de CH-47C, estaba destinado en Panamá y apoyó la invasión, entrenándose durante las semanas previas. A ellos se unieron tres MH-47 del 160 Special Operations Aviation Group, que se desplazaron desde Estados Unidos inmediatamente antes de la operación. En el asalto nocturno a Gamboa participaron 2 CH-47 como parte de la fuerza de asalto. También en el asalto nocturno a Cerro Tigre se destinaron 2 CH-47.

### Guerra del Golfo

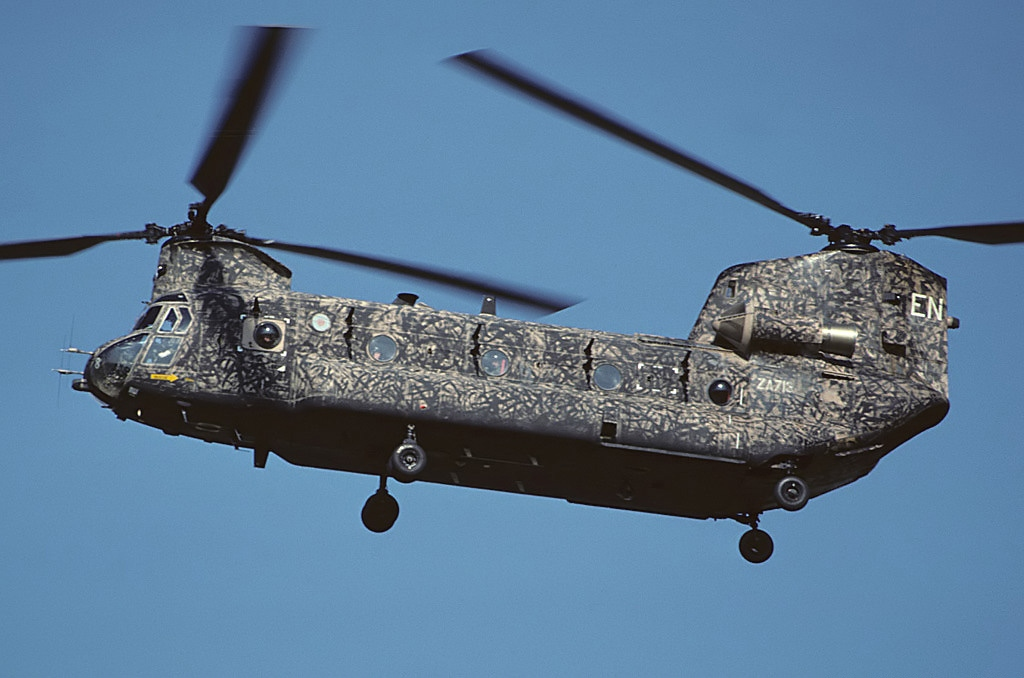
Un CH-47 Chinook del 7 Squadron de la RAF con el camuflaje empleado durante la guerra del golfo.

En 1990, Estados Unidos desplegó sus tropas en Arabia Saudita para hacer frente a Irak. En cada Cuerpo de Ejército de Estados Unidos, las Brigadas de Aviación de Combate desplegaron un Batallón de transporte pesado, cada uno con 24 helicópteros CH-47 Chinook. Unos 163 CH-47D del Ejército participaron en las operaciones. Además, el 160.º Regimiento de Aviación de Operaciones Especiales también desplegó sus MH-47E de operaciones especiales. Junto a Estados Unidos, otros países de la coalición desplazaron helicópteros CH-47. Las fuerzas especiales se insertaron en Irak para buscar lanzadores de misiles Scud y obtener información empleando los MH-47 estadounidenses y CH-47 de la RAF para transportar sus vehículos y abastecerles.
En el primer día de la fase terrestre de la guerra del Golfo, el 24 de febrero de 1991, la 101 División Aerotransportada lanzó su asalto aéreo contra Irak para cortar las líneas de aprovisionamiento. Se estableció la Base de Operaciones Avanzada Cobra dentro de Irak, a medio camino entre la frontera y el río Éufrates, donde se establecieron unos 5000 soldados con todo su equipamiento y armamento. Para su transporte y posterior abastecimiento, se contó con 60 CH-47D. 
Durante la fase terrestre de la guerra, la misión principal de los CH-47 era apoyar el avance de las fuerzas de tierra. Para ello transportaban 4 depósitos de combustible de 500 galones hasta el frente, para aprovechar el viaje se transportaban prisioneros iraquíes a la retaguardia. Además de combustible, también se transportó artillería, municiones, comida y agua hasta las bases avanzadas. Una de las cargas más peculiares fue el transporte de un Mi-24 Hind capturado. El 1 de marzo de 1991, un CH-47 Chinook se estrelló después de chocar contra una torre de microondas durante una tormenta de polvo. En este accidente falleció la primera mujer estadounidense que voló en combate.

### Balcanes
Las operaciones en los Balcanes hicieron que varios de los países participantes destacaran sus CH-47 en la zona. Durante las operaciones de mantenimiento de la paz en Bosnia, el Ejército estadounidense destacó 16 CH-47D (A company, 5th Battalion, 159th Aviation) para apoyar el despliegue de sus tropas. La operación más famosa fue el apoyo para establecer un puente sobre el río Sava. Las tropas estadounidenses dejaron un pelotón de 6 CH-47D destacado en la zona hasta 1997.

### Operaciones de la RAF

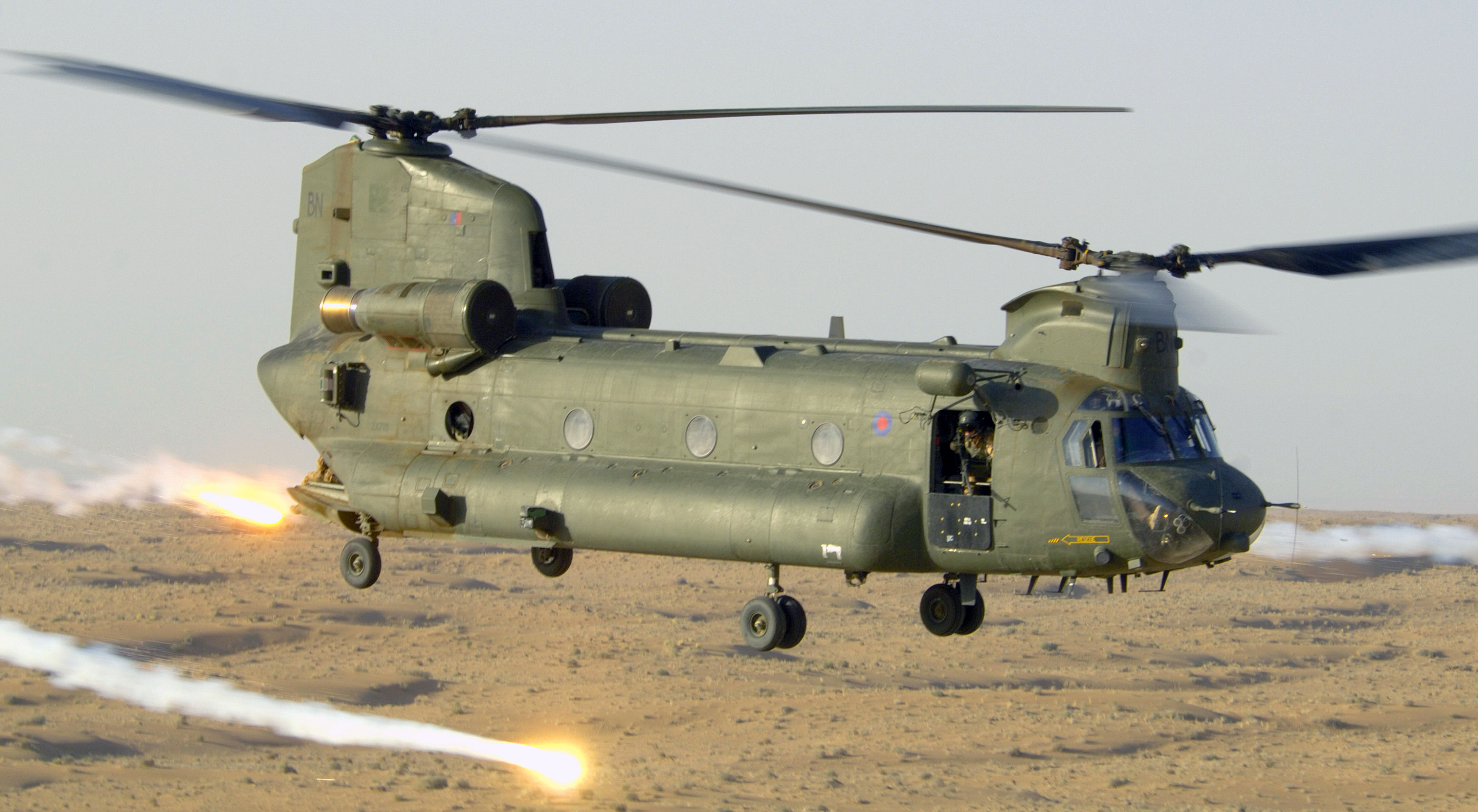
El Chinook ZA718 (Bravo November) de la RAF lanzado bengalas para autoprotección en Afganistán.

La RAF creó el 7 Squadron, equipado con CH-47 y destinado a apoyar a las unidades de operaciones especiales. Estos helicópteros se han empleado en combate en Kosovo, Bosnia, Sierra Leona, Irak, Afganistán y Liberia. Otros CH-47 de la RAF destinados a misiones de transporte también han entrado en combate en acciones de la ONU o despliegues internacionales de los británicos (Líbano, Bosnia, Afganistán, Irak, Sierra Leona, etc.). El despliegue más reciente ha sido Malí, donde los 3 CH-47 del 1310 Flight, basados en Gao, han estado durante meses apoyando a los soldados franceses.

### 160.º Regimiento Operaciones Especiales

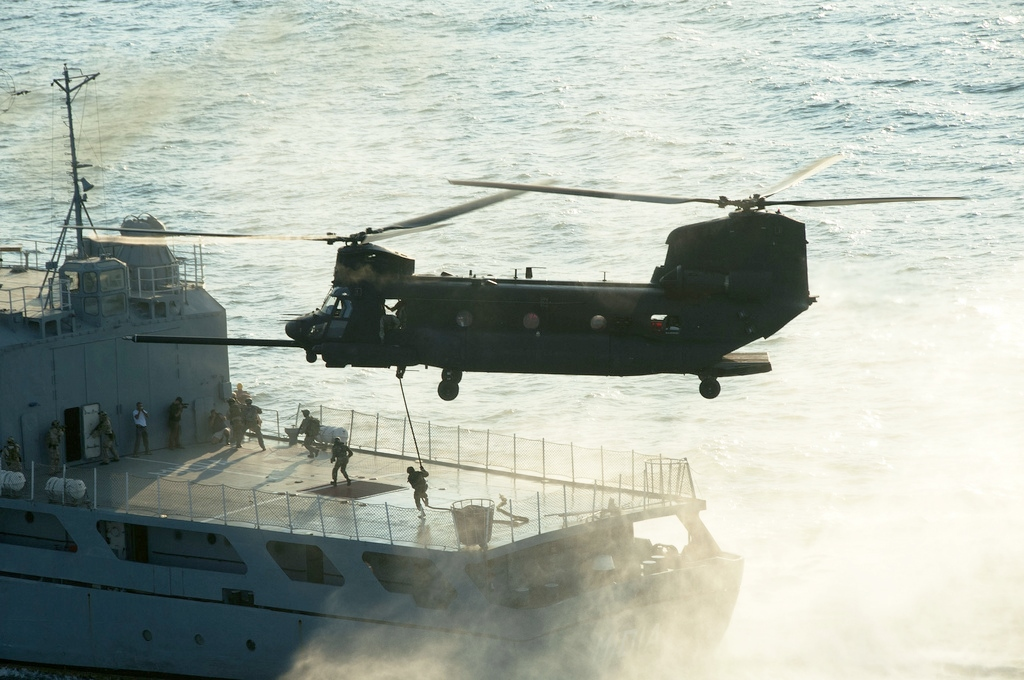
Un MH-47 Chinook del 160th SOAR en ejercicios de la OTAN.

El Ejército estadounidense decidió en 1980 asignar helicópteros CH-47, adaptándolos, para operar con fuerzas especiales. La unidad a la que fueron asignados fue el 160th Special Operations Aviation Regiment, que ha entrado en acción apoyando a Delta Force, Seal, Boinas Verdes y Ranger.
La Operación Mount Hope III fue una misión secreta para capturar un helicóptero de ataque Mi-24 libio abandonado en una base libia situada en la franja de Aouzou. En 1988, dos MH-47 Chinook del 160th SOAR volaron de noche 800 km sobre el desierto de Chad hasta llegar al lugar donde estaba el helicóptero y lo recuperaron.
En abril de 1996, el 3-160(A) asignó 4 MH-47D a la Operación Assured Response, la evacuación de civiles de Liberia. Durante 10 días operaron junto a 5 MH-53J, logrando evacuar a 2500 personas.
En 2002, Estados Unidos envió fuerzas especiales a Filipinas, para ayudar en la lucha contra la guerrilla islamista; con ellas se desplazaron helicópteros MH-47E del 160th Special Operations Aviation Regiment (SOAR), basados en Corea.
Durante la misión para acabar con Bin Laden, 4 MH-47G partieron de Jalalabad. Dos se quedaron en el lado afgano de la frontera y los otros dos entraron en Pakistán. Los MH-47 que se quedaron en la frontera llevaban a bordo una fuerza de respuesta rápida que entraría en acción si la misión salía mal. Los otros dos MH-47 siguieron la ruta de los MH-60, aterrizando en un valle poco poblado a mitad de camino. Uno de los Chinook llevaba combustible para reabastecer a los MH-60 en la vuelta. El otro refuerzo por si algo salía mal debió activarse cuando uno de los MH-60 se estrelló.

### Guerra de Irak
Australia, Gran Bretaña y Estados Unidos destacaron helicópteros CH-47 para tomar parte en la invasión de 2003. Australia destacó 3 CH-47 para apoyar las incursiones de sus SASR en el desierto iraquí. Los helicópteros del 18 Squadron de la RAF transportaron a los soldados del 40 Commando y 3 Commando de los Royal Marines desde Kuwait, y también desde los buques HMS Ark Royal y HMS Ocean para asaltar sus objetivos en la península de Al-Fao y la toma del puerto de Umm Qasr. Los CH-47 de la RAF también apoyaron las operaciones de los Marines de Estados Unidos. Durante la invasión, la 101 División Aerotransportada empleó sus CH-47 para establecer forward area resupply point (FARP) que permitieran posteriores fases de su avance. La 101 lanzó su ataque contra Karbala mediante un asalto helitransportado, para el que se emplearon 23 UH-60 Blackhawk y 5 CH-47 Chinook que transportaron a los batallones de infantería del 502nd Infantry Regiment.
En 2003, la resistencia iraquí empezó a hacer sentir su presencia con el derribo sobre Faluya de un CH-47 Chinook, alcanzado por un misil tierra-aire.

### Afganistán

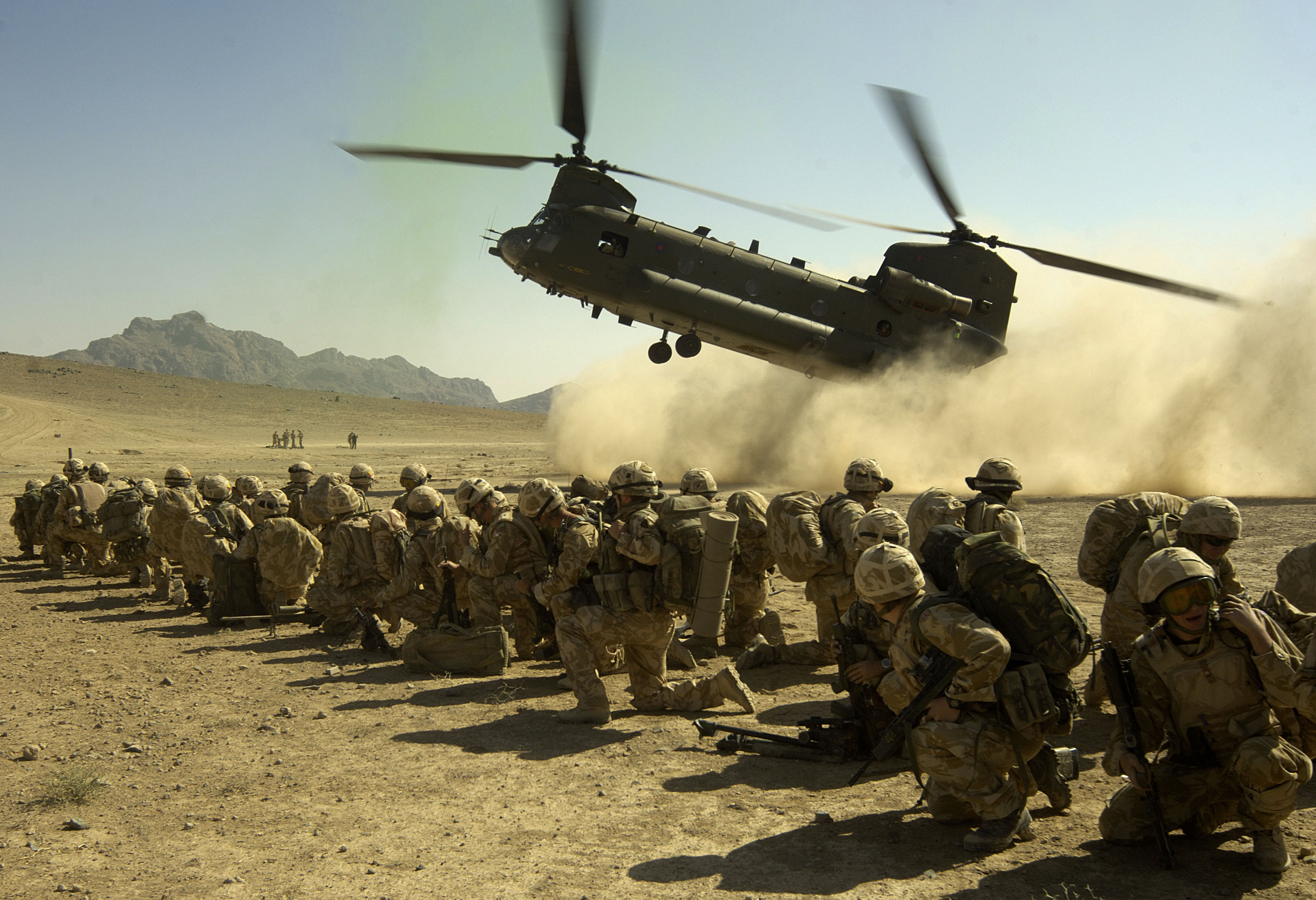
Un Chinook de la Royal Air Force transportando soldados de los Royal Marines en Afganistán.

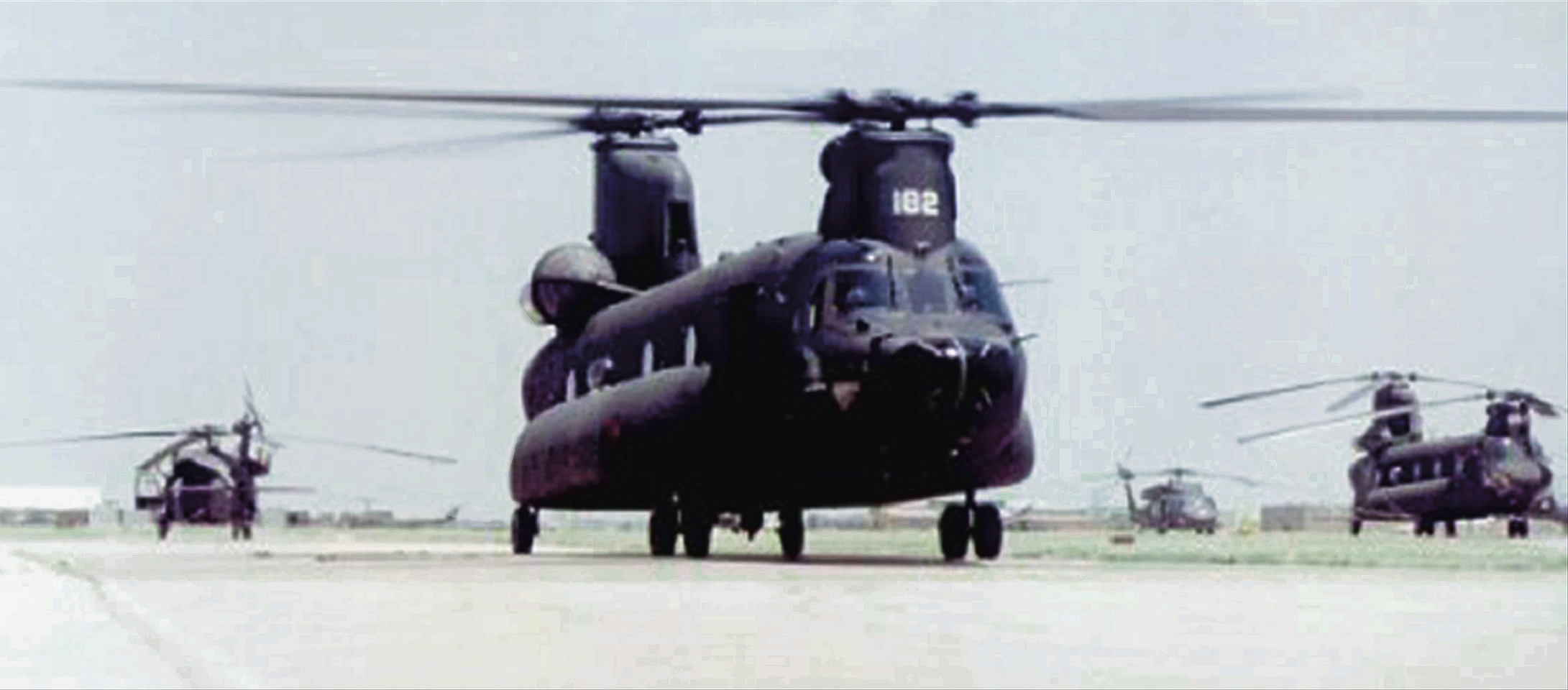
Cuatro CH-47 Chinook de Singapur, basados en Texas, aportaron ayuda a los damnificados por el huracán Katrina.

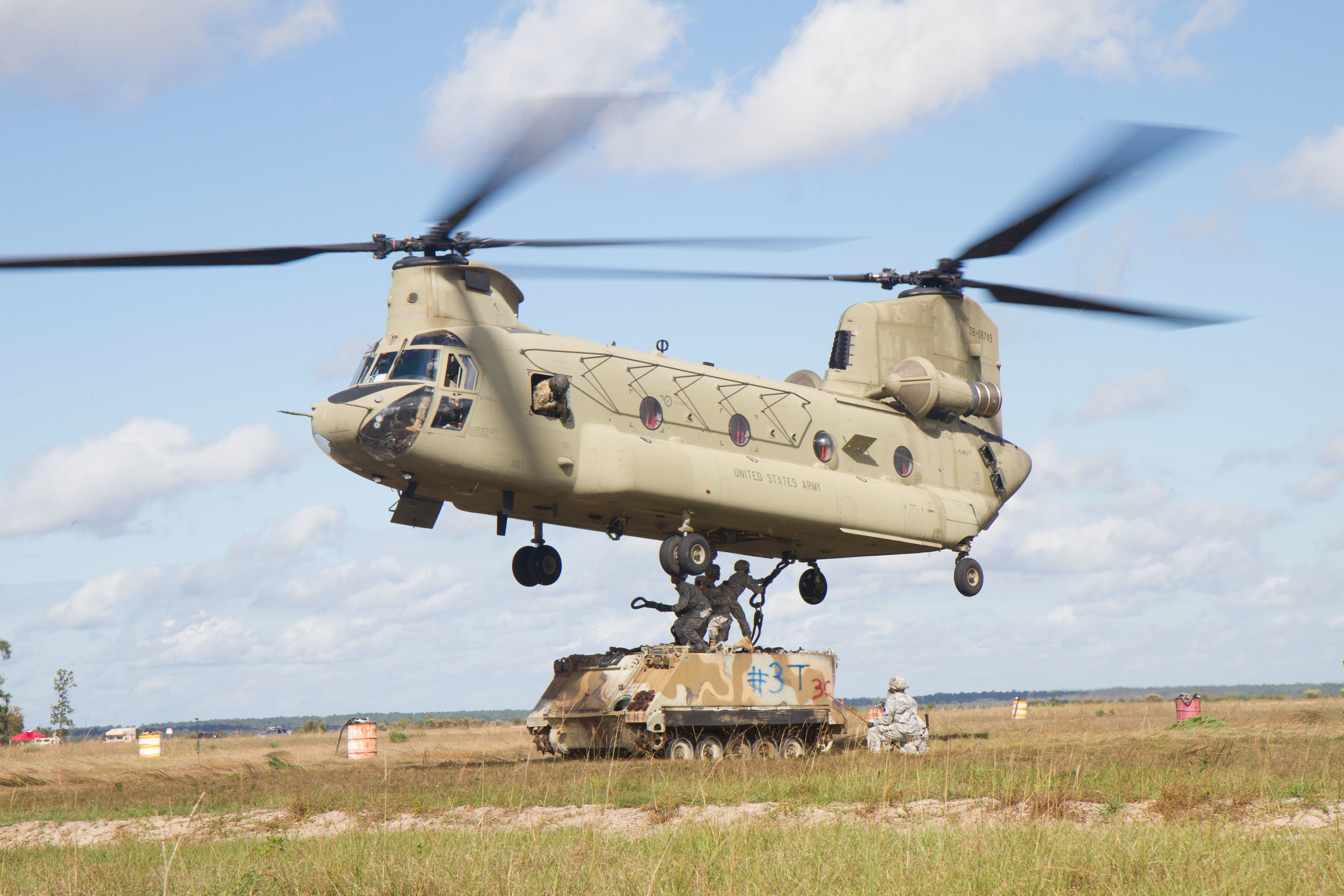
Chinook a punto de levantar un M113.

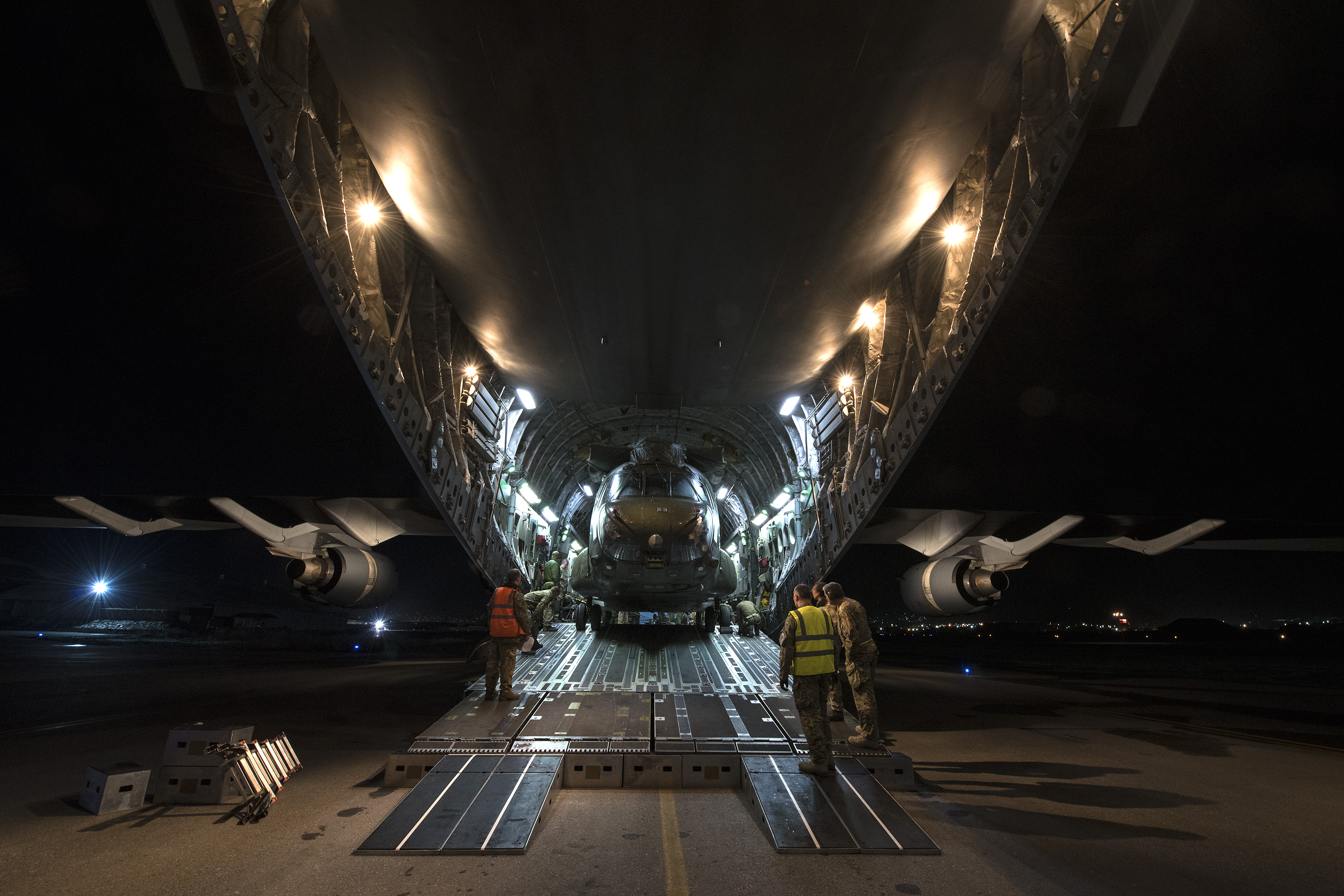
Un helicóptero Chinook de la RAF cargado en un C-17. Un A400M también puede transportarlo.

La guerra de Afganistán comenzó el 7 de octubre de 2001 con la Operación Libertad Duradera, como respuesta a los atentados del 11 de septiembre de 2001 en Estados Unidos. Los helicópteros CH-47 Chinook de varias naciones han participado en la guerra de Afganistán. No solo Estados Unidos ha desplegado sus CH-47, sino también Gran Bretaña, Italia, Países Bajos, España, Canadá y Australia. El CH-47 Chinook sigue demostrando su utilidad, en parte debido a su versatilidad y capacidad probada para operar en entornos exigentes como Afganistán. La capacidad de carga del CH-47 se ha mostrado de particular valor en el terreno montañoso de Afganistán, donde la altitud y temperaturas limitan el uso de helicópteros como el UH-60. Los CH-47 Chinook han reemplazado en muchas ocasiones a los UH-60 en el papel del transporte de asalto aéreo. También Afganistán ha visto cómo la evolución de los controles de vuelo permite volar en condiciones meteorológicas extremas, tanto de día como de noche, algo impensable hace años. Esto ha hecho que en muchos casos los CH-47 asignados a misiones de asalto prefieran operar de noche, al ser más seguro. Afganistán ha visto la madurez de los CH-47, ya que su equipamiento (alerta de misiles, contramedidas electrónicas y otros dispositivos de protección) unido a su robustez, potencia y gran capacidad de carga han hecho que Estados Unidos y sus aliados se apoyaran durante años en ellos para el traslado de tropas en las difíciles condiciones del entorno afgano.
En el caso de Canadá, había vendido sus CH-47D en 1991 a Holanda. En Afganistán se encontró con la falta de helicópteros adecuados para transporte de carga, por lo que se recurrió a alquilar Mi-17 y al soporte de los helicópteros de otros países. Los helicópteros disponibles no eran adecuados y no era casi imposible conseguir ninguno de los que se adaptaban hasta que Estados Unidos ofreció transferir algunos CH-47D. Además, Canadá decidió comprar 15 CH-47F Chinook. También Holanda se decidió a comprar CH-47F tras la experiencia de sus CH-47D en Afganistán.
Después de haber equipado al Ejército afgano con helicópteros UH-60, parece que el siguiente paso para dotar a las fuerzas especiales afganas de una capacidad creíble contra los talibanes será que Afganistán opere helicópteros CH-47, cuando sus Mi-17 sean dados de baja. Probablemente sean CH-47D, o algún MH-47E, de segunda mano y transferido de los que el Ejército estadounidense está operando en el país.

### Mali
Canadá, Holanda y Reino Unido han rotado destacamentos de CH-47 para apoyar las operaciones francesas en Mali. Holanda envió en 2014 tres CH-47 Chinook y cuatro AH-64D Apache. En 2018, Canadá envió la Task Force Mali, compuesta de tres CH-147F Chinook y 5 CH-146 Griffon. Actualmente se encuentra en Mali el 1310 Flight de la RAF, compuesto desde 2018 de 3 CH-47 del 18 Squadron. El Ejército francés se plantea la compra de helicópteros CH-47 después de la experiencia en Mali.

### Yemen
Emiratos Árabes ha desplegado sus CH-47 en Yemen, apoyando a sus tropas. La experiencia en la guerra ha llevado a que el Royal Saudi Land Forces Aviation Command (RSLFAC) haya encargado helicópteros CH-47F para contar con las mismas capacidades y mejorar la interoperabilidad con otros ejércitos aliados.

### Misiones de emergencia y humanitarias
Japón es un activo usuario del CH-47 en misiones de rescate y ayuda en catástrofes. En 2005, CH-47 de la Guardia Nacional y de Singapur ayudaron en los esfuerzos para llevar ayuda a Nueva Orleans. Los CH-47 Chinook de la Fuerza Aérea de Singapur participaron en las operaciones de ayuda en Indonesia tras el tsunami de 2004. Tras el terremoto de Cachemira de 2005, CH-47 británicos se desplegaron en el norte de Pakistán para ayudar. Tres CH-47 japoneses fueron utilizados para enfriar los reactores 3 y 4 de la planta nuclear de Fukushima con agua de mar después de que sufriera daños durante el terremoto de 2011. Para proteger a la tripulación de los niveles de radiación aumentados, se añadieron placas de plomo a los helicópteros. Además, el Boeing CH-47 Chinook es empleado con frecuencia en la lucha contra incendios, por su capacidad de descarga de hasta 12 000 litros de agua.

## Variantes

### CH-47A
El helicóptero todo-tiempo de carga media CH-47A Chinook fue equipado inicialmente con motores Lycoming T55-L-5 de 2200 hp (1640 kW), pero fueron reemplazados por motores T55-L-7 de 2650 hp (1980 kW) o T55-L-7C de 2850 hp (2130 kW). El CH-47A tenía un peso máximo total de 15 000 kg y fueron construidas un total de 349 unidades de este modelo.

### ACH-47A
El ACH-47A originalmente fue conocido como el CH-47A Armado/Blindado (o A/ACH-47A). Oficialmente fue designado como ACH-47A para el Helicóptero de Ataque y Carga del Ejército de Estados Unidos y en forma no oficial como Guns A Go-Go (en castellano: Armas A Go-Go). Boeing Vertol convirtió cuatro helicópteros CH-47A a helicópteros cañoneros en el año 1965. Tres fueron asignados al Destacamento de Aviación 53 en Vietnam del Sur para realizar pruebas, mientras que el restante permaneció en Estados Unidos para la ejecución de pruebas de armas. Hacia el año 1966, el Destacamento 53 fue redesignado como el Destacamento de Aviación 1 (provisional) y fue agregado al Batallón de Helicópteros de Apoyo al Asalto Número 228 de la Primera División de Caballería (Aeromóvil). Hacia el año 1968, solo estaba operativo un ejemplar, y problemas logísticos impidieron más conversiones. Este fue devuelto a Estados Unidos y el programa fue terminado.
El ACH-47A estaba equipado con cinco ametralladoras M60D de calibre 7,62×51 mm o M2HB de 12,7 mm, dentro del subsistema de armas XM32 y XM33, dos cañones M24A1 de 20 mm, dos lanzadores de cohetes XM159B/XM159C de 70 mm de 19 tubos o algunas veces dos contenedores de cañones M18/M18A1 de 7,62×51 mm, y un lanzagranadas M75 de 40 mm dentro del subsistema de armas XM5/M5 (más comúnmente visto en los helicópteros de la serie UH-1). El ejemplar superviviente, llamado Easy Money (en castellano: Dinero Fácil), ha sido restaurado y está en exhibición en Redstone Arsenal, Alabama.

### CH-47B
El CH-47B fue equipado con dos motores Lycoming T55-L-7C de 2130 kW (2850 hp), obteniendo mayor potencia para operar en climas cálidos y en altura. Fue una solución interina hasta la llegada de la versión C, entrando en servicio en Vietnam. Boeing comenzó las entregas en 1967, produciendo un total de 108 CH-47B.
La Real Fuerza Aérea encargó 14 CH-47B en 1967, pero canceló el pedido.

### CH-47C

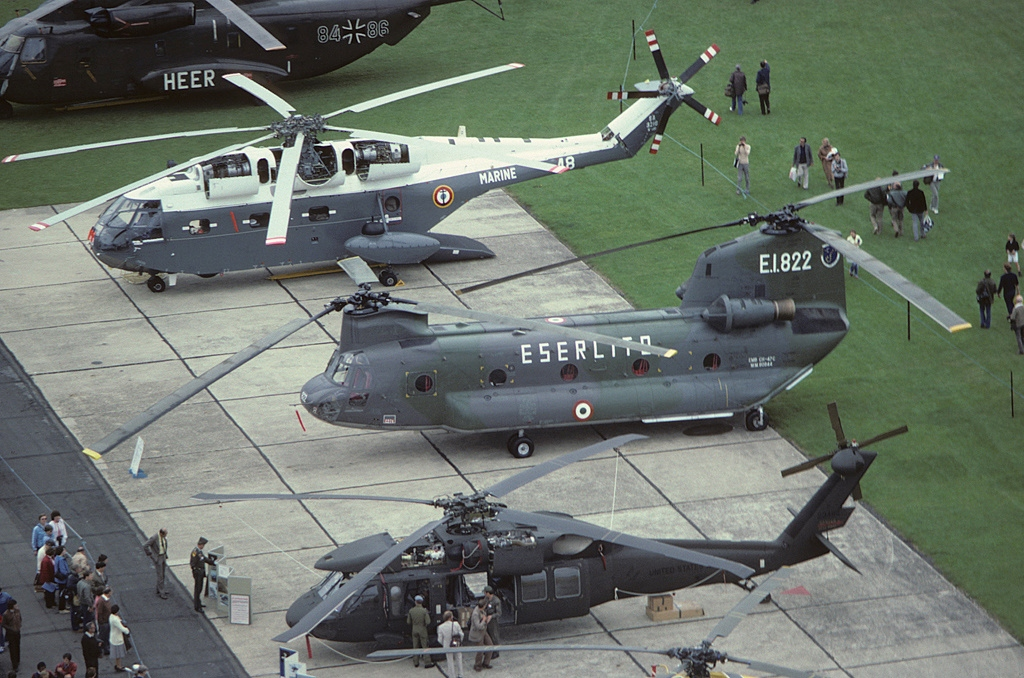
Elicotteri Meridionali CH-47C Chinook MM80844 en 1982.

El principal motivo que llevó a una nueva versión eran las dificultades de los CH-47A/B para transportar el obús M198 de 155 mm a cualquier distancia. El CH-47C incorporó transmisiones y motores más potentes. Esta versión respondía al requerimiento del Ejército estadounidense de poder transportar una carga de más de 6 toneladas en eslinga a una distancia de 45 km. Esto supuso que el CH-47C tuviera un mayor peso y fuera equipado con 4 depósitos internos de combustible, motores Lycoming T55-L11 y mejoras estructurales. Fueron construidas tres versiones del modelo "C". El "C" original tenía dos motores Lycoming T55-L-7C de 2850 hp. El "Super C" incluyó motores T55-L-11 de 3750 hp, un mayor peso máximo total de 20 412 kg, palas de rotor de fibra de vidrio y un sistema de aumento de estabilidad PSAS. Tras las mejoras solicitadas por la RAF se introdujeron además más puntos de carga en eslinga, ya que inicialmente se contaba con un único punto. Además fue adaptado al mercado civil como Boeing Model 234.
Los CH-47A, B y todas las primeras versiones del C se usaron ampliamente durante la guerra de Vietnam. Estos reemplazaron al H-21 Shawnee como apoyo al combate de asalto. La versión de exportación del CH-47C Chinook modernizado para el Ejército Italiano fue designado CH-47C Plus, aplicándose a 26 unidades. Los CH-47C+ cuentan con nuevos motores T-55-L-712E, palas de rotor de materiales compuestos y otras mejoras. El CH-47C se produjo entre 1967 y 1980, dando paso a la versión D. El Ejército estadounidense recibió 270 helicópteros, que fueron pasando por mejoras (palas de rotor de fibra de vidrio, depósitos de combustible mejorados, nuevos motores Lycoming T55-L-7C, etc.).
El Ejército estadounidense modificó en 1980 los 12 CH-47C de la Task Force 158 para que pudieran emplear gafas de visión nocturna (night vision goggles, NVG). También recibieron altímetros, equipos de navegación y comunicación y se instalaron 4 depósitos de combustible tomados de camiones M49C. Serían los precursores de los MH-47.

### CH-47D

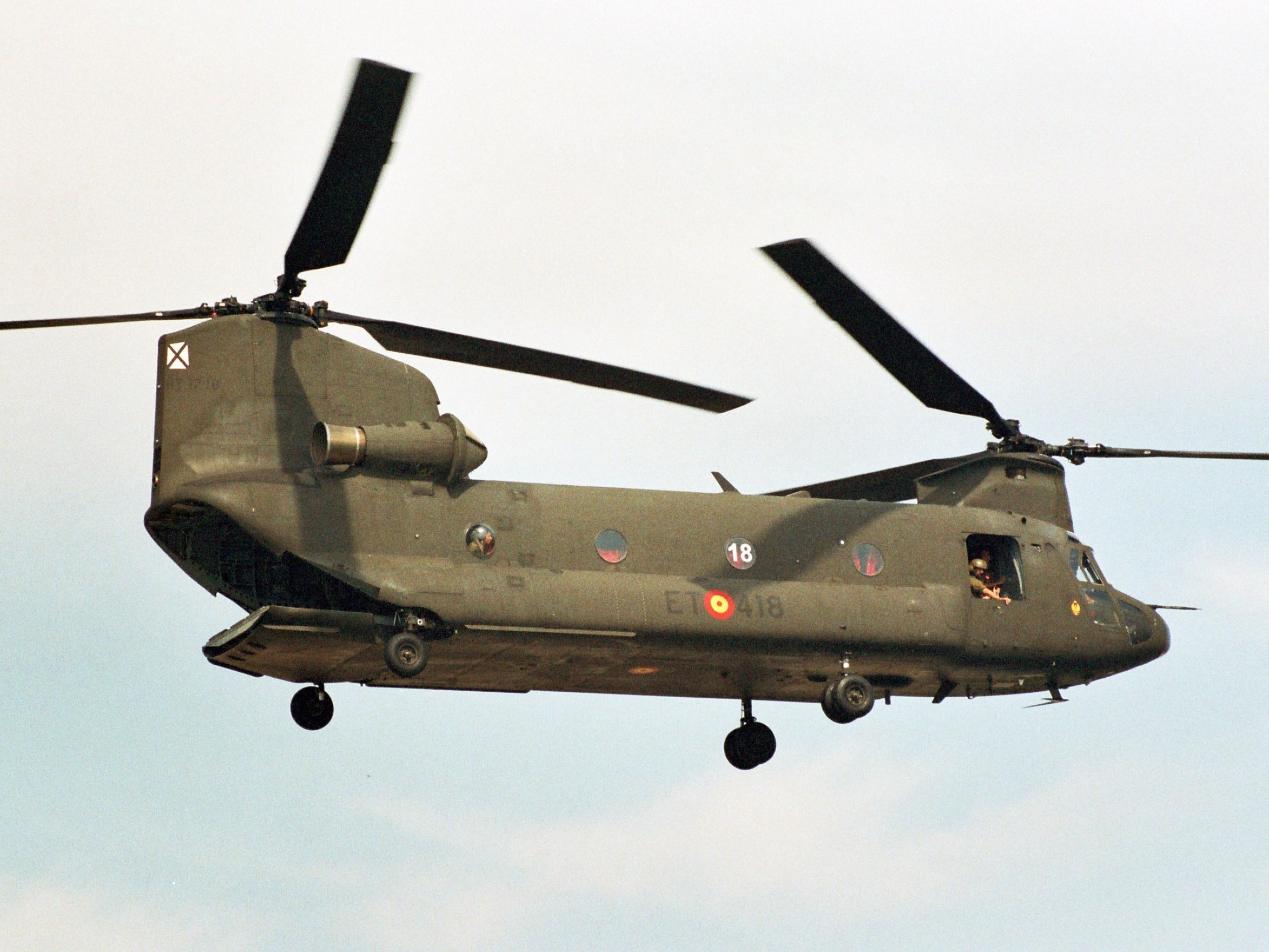
Un CH-47D Chinook del Ejército de Tierra español.

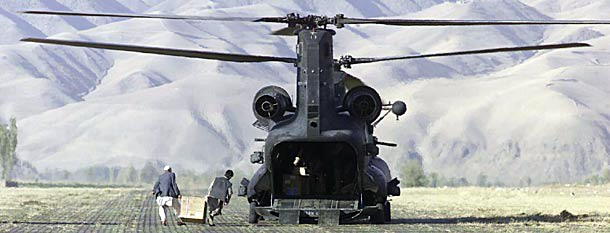
Un helicóptero Chinook estadounidense preparado para transportar material médico y vacunas contra la Tos ferina, donadas por la Organización Mundial de la Salud en Feyzabad, Afganistán.

El CH-47D fue equipado originalmente con dos motores Honeywell T55-L-712, pero la mayoría fueron después remotorizados con los T55-GA-714A. Además, con el CH-47D se revisaron transmisiones, palas del rotor, controles de vuelo compatibles con gafas de visión nocturna y empleo de materiales compuestos. El resultado superó significativamente en prestaciones a los modelos anteriores CH-47A, CH-47B y CH-47C. El Ejército estadounidense se decidió por reconstruir su flota de Chinook al nuevo estándar, antes que comprar helicópteros de nueva fabricación. Con su sistema de carga por triple-gancho, el CH-47D puede transportar carga útil pesada internamente y levantar hasta 11 800 kg externamente, por ejemplo, excavadoras y contenedores de 12,2 metros, a velocidades superiores a 250 km/h. En operaciones de asalto aéreo, sirve a menudo como principal medio para mover el obús M198 de 155 mm, 30 proyectiles de munición, y un pelotón de 11 hombres. Como la mayoría de los helicópteros del Ejército de Estados Unidos, el Chinook tiene aviónica y electrónica avanzada, incluyendo el sistema de posicionamiento global (GPS). Casi 500 CH-47A/B/C pasaron por un amplio proceso de modernización para convertirse en CH-47D. Las primeras entregas del modelo D se realizaron en 1982 y concluyeron en 1994. Sólo se construyeron dos CH-47D, para reemplazar las pérdidas en la guerra del Golfo Pérsico.
El CH-47D fue por muchos años el estándar del Ejército estadounidense, pudiendo llevar una carga útil máxima de 12 500 kg, prácticamente el doble de la capacidad de carga del CH-47A. El CH-47D fue el elemento central en la guerra del Golfo Pérsico, en la que más de 160 Chinook transportaron tropas y carga en el mayor asalto aéreo de la historia para flanquear a las fuerzas iraquíes y cortar su retirada desde Kuwait. A mediados de la década de los 90, Boeing y el Ejército acordaron un nuevo programa de modernización que llevaría al CH-47F. 
Las versiones del CH-47D para la Real Fuerza Aérea británica son los Chinook HC.2 y HC.2A. La RAF posteriormente pidió 8 Chinook HC.3 (equivalente de bajo coste al MH-47E) en 1995 para realizar operaciones de fuerzas especiales.
El Ejército estadounidense adquirió 16 CH-47D en 1983, modificados al estándar CH-47D Special Operations Aircraft (SOA). Se trataba de CH-47D con equipos de navegación, comunicación y autoprotección mejorados para operar con fuerzas especiales. Cuando los MH-47E fueron recibidos, se reconvirtieron a CH-47D estándar. 
La Fuerza Aérea de Corea del Sur adquirió una versión modificada del CH-47D, optimizada para realizar misiones de búsqueda y rescate. Esta versión es denominada HH-47D y su equipo, similar al de los MH-47, le permite también realizar misiones de operaciones especiales. De hecho operan junto a helicópteros HH-60, con el mismo rol dual de CSAR y operaciones especiales.
La producción terminó con el CH-47SD o Super D. Esta evolución estaba dirigida a la exportación, 26 aparatos se vendieron a Taiwán, Grecia y Singapur. El CH-47SD incorporaba controles de vuelo digitales, mayores depósitos de combustible y sistemas mejorados (full authority digital engine control, FADEC). Todas estas mejoras se aplicaron luego al CH-47F. 
Los CH-47D retirados por Estados Unidos, al ser reemplazados por los CH-47F, han creado un excedente de aproximadamente 80 unidades que han sido ofrecidos muchas veces a países aliados. En 2014 fueron ofertados un lote de 24 unidades a Brasil, Chile y Colombia en paquetes de 6-8 unidades a cada país.

### MH-47D
El MH-47 Chinook es el helicóptero de transporte pesado del 160.º Regimiento de Aviación de Operaciones Especiales del Ejército estadounidense. Esta unidad contaba con 12 CH-47C desde su creación. La unidad se equipó con helicópteros CH-47D SOA de forma temporal, pues no cumplían con todos los requerimientos. El MH-47 se diferencia del CH-47 por la incorporación de mejoras que hacen que el helicóptero sea capaz de realizar misiones en territorio enemigo, realizando vuelos nocturnos y a baja altura.
Para ello, el MH-47D se dotó de capacidad de reabastecimiento en vuelo para misiones de inserción que requieran gran autonomía. También cuenta con equipos de visión nocturna, radar, equipos de navegación y equipos para autodefensa. La flota de MH-47D operó por todo el mundo, llevando a cabo misiones de entrenamiento y combate en todos los climas y condiciones.
Los MH-47D entraron en servicio a mediados de los años 80, cuando 6 CH-47A y 6 CH-47B fueron convertidos en MH-47 por el Ejército estadounidense. Fueron retirados de primera línea en 2008, al ser reemplazados por los MH-47E. Los MH-47D supervivientes se convirtieron a MH-47G.

### MH-47E
En 1995, Boeing completó un único prototipo MH-47E, que presentaba mejoras respecto al "D". Se encargaron 25 unidades adicionales, entregadas al 160.º Regimiento de Aviación de Operaciones Especiales, con base en Fort Campbell.
Se denominaron también CH-47 SOA (Special Operations Aircraft), siendo 26 CH-47C convertidos por Boeing a MH-47E. Esta versión es similar al MH-47D, añadiéndole la capacidad de combustible interno del CH-47SD (Super-D) y un radar más moderno de seguimiento del terreno. Los 24 supervivientes se convirtieron a MH-47G.
En 1995, la Real Fuerza Aérea encargó 8 HC.3, una versión simplificada del MH-47E para hacerlos más baratos. Una ventaja del HC.3 era el ser más ligero, y por tanto más maniobrable que el MH-47E. Se recibieron en 2001, pero problemas para operar sus sistemas hicieron que no entraran en servicio. En 2008, los HC.3 se convirtieron a HC.2 y se incorporaron al servicio.

### CH-47F

Un CH-47F de la 1st Air Cavalry Brigade.

El CH-47F es un helicóptero multimisión desarrollado para el Ejército de los Estados Unidos y las fuerzas de defensa internacionales fabricado y diseñado por Boeing. Contiene un sistema digital de gestión de cabina completamente integrado y capacidades avanzadas de manipulación de carga que complementan las características de rendimiento en misión y de manejo de la aeronave.
Esta versión se gestó cuando el Ejército estadounidense solicitó incluir algunas características del MH-47 en sus CH-47. Los vuelos de pruebas comenzaron en 2001. Se caracteriza por una reducción de los efectos de la vibración, un sistema de control de cabina integrado y motores más potentes con control digital de combustible. En 2004, el Ejército estadounidense solicitó añadir en el CH-47 el sistema de vuelo Common Avionics Architecture System (CAAS), desarrollado para el MH-47G. El CH-47F cuenta con controles de vuelo automáticos digitales y un Sistema de Arquitectura Aviónica Común (CAAS) de cabina de cristal totalmente integrado. Todas estas mejoras hacen que el Chinook sea totalmente compatible con los requisitos de combate y operativos del siglo XXI y mejoran la eficacia y eficiencia de las aeronaves. 
Italia ha producido bajo licencia 12 ICH-47F e Inglaterra ha convertido localmente, empleando kits de Boeing, sus helicópteros a la versión HC.6. Boeing espera que Francia, Alemania e Israel se unan al club de clientes del CH-47 mediante la compra de CH-47F. Para ello se ha probado equipar al CH-47F con los motores del CH-53K.

### MH-47G
Basándose en la experiencia operacional en Afganistán, el MH-47 resultó ser un sustituto muy efectivo del MH-60 Black Hawk como helicóptero de asalto para las fuerzas especiales. Por ello, y por la gran demanda de MH-47 para operaciones especiales, el 160.º Regimiento de Aviación de Operaciones Especiales determinó que debía contar con al menos 61 MH-47G, que serán una mezcla de MH-47G remanufacturados y nuevos. Por ello, 9 MH-47D y 18 MH-47E existentes, junto a 35 CH-47D se han convertido en MH-47G, con un total de 62 helicópteros. Se encargaron además 8 MH-47G nuevos en 2014, convertidos a partir de CH-47F. Actualmente, los MH-47G se están transformando en "MH-47G Block 2".
El 160th Special Operations Aviation Regiment (Airborne) del Ejército estadounidense será quien opere los MH-47G. La tripulación requerida para un MH-47G es de 5 personas: piloto, copiloto y 3 tripulantes adicionales que realizan el resto de tareas. El MH-47G cuenta con el equipo más actualizado y sofisticado para poder realizar sus misiones de inserción/extracción de tropas especiales, abastecimiento de tropas especiales, reabastecimiento de combustible y plataforma de mando y control.
Siguiendo la saga de los MH-47 se incorpora el equipo más avanzado disponible, parte del cual probablemente con el tiempo adopten el resto de CH-47 del Ejército estadounidense. Entre su equipo cuenta con las siguientes características:
- Motores T55-GA-714A con supresores de escape infrarrojos IES-47. Los motores T55-L-71X de nueva generación se instalarán en el Block II.
- Depósitos de combustible internos ampliados y sonda de reabastecimiento en vuelo.
- Gancho de rescate y posiciones para ametralladoras.
- Cabina de última generación compartida con el MH-60 Black Hawk. El sistema integrado de arquitectura de aviónica común (CAAS) integra equipos de comunicaciones, sistemas de navegación, equipo de visión de infrarrojos (FLIR) y el radar multimodo. La cabina digital es compatible con gafas de visión nocturna y cuenta con cinco monitores multifunción de cristal líquido (MFD) y dos unidades de visualización de control (CDU).[84]
- Sistemas especiales de navegación y comunicaciones.
- Dos ametralladoras M134 Minigun de 7,62 mm y dos ametralladoras M240 de 7,62 mm.
- Sistema electro-óptico AN/ZSQ-2 EOSS de visión infrarroja, que además puede designar objetivos para el misil AGM-114 Hellfire, bombas y otras municiones guiadas por láser.
- Sistemas de autodefensa: sistema AN/AAR-57 de advertencia de misiles, contramedidas de radiofrecuencia, sistema AN/AVR-2b de advertencia láser, lanzadores de bengalas XM216.
- Radar multimodo AN/APQ-174B. Este radar se emplea en los MH-60K y MH-47E de operaciones especiales, siendo un derivado del APQ-174 empleado en los CV-22.[85]

### HH-47
El 9 de noviembre de 2006, el HH-47, una nueva variante del Chinook basada en el MH-47G, fue seleccionado por la Fuerza Aérea de Estados Unidos como ganador de la competición CSAR-X (Combat Search and Rescue) para un helicóptero de búsqueda y rescate de combate. Finalmente, tras años de alegaciones, el concurso se canceló y la USAF optó por el HH-60W. Japón y Corea operan versiones del CH-47 optimizadas para misiones CSAR.

### Otros modelos de exportación

#### Japón

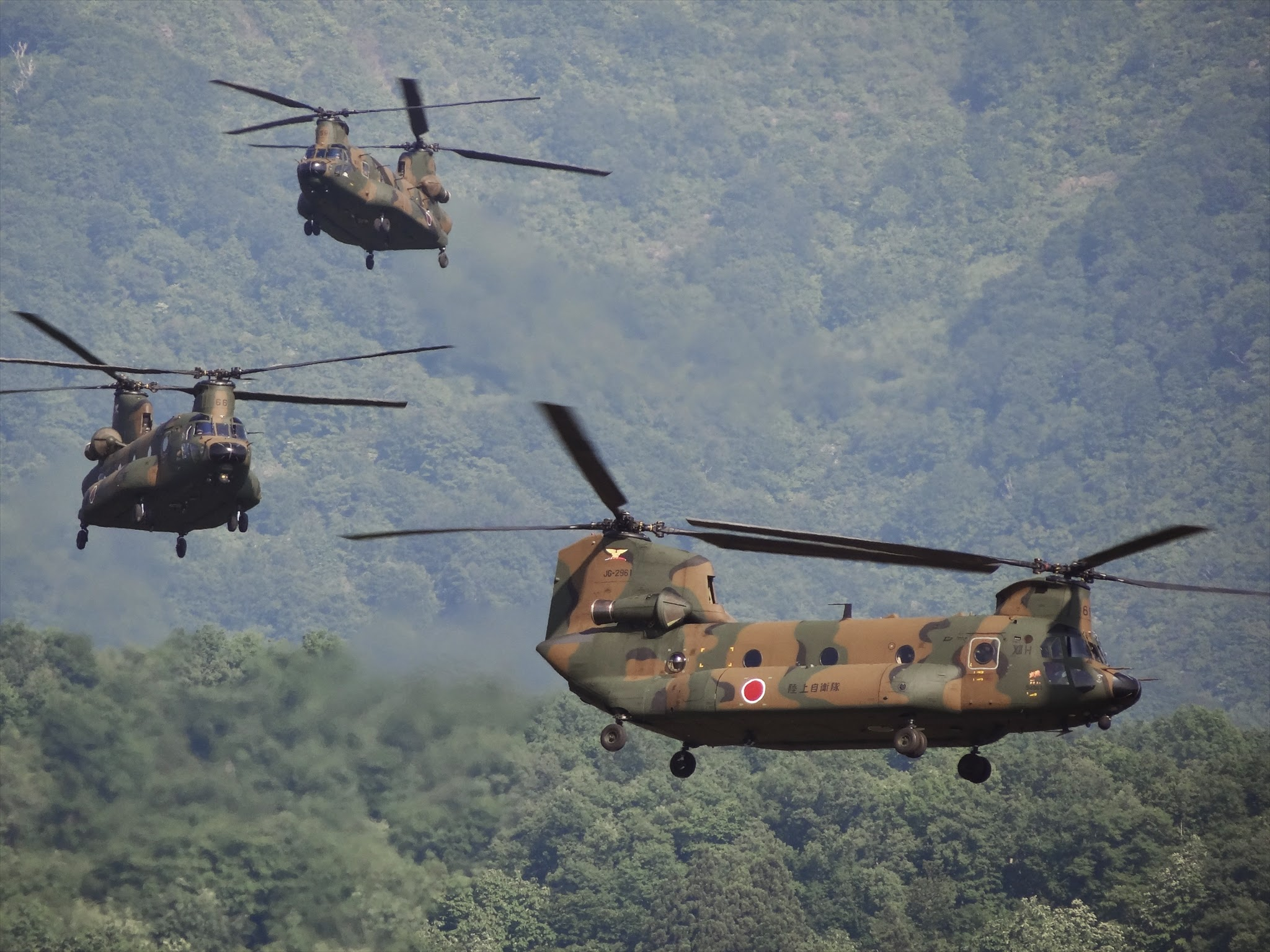
La JGSDF opera el CH-47J.

El caso de Japón es único, tanto por reemplazar a los KV-107 (CH-46 producido bajo licencia), como por el proceso de producción y las adaptaciones locales. El CH-47J producido por Kawasaki desde 1984 para la Fuerza Terrestre de Autodefensa de Japón y la Fuerza Aérea de Autodefensa de Japón está basado en el CH-47D. Posteriormente se produjo el CH-47JA, versión de largo alcance del CH-47J provista de depósitos de combustible ampliados y otras mejoras que le acercan a un MH-47E (sin sonda reabastecimiento en vuelo). Ambas versiones fueron construidas bajo licencia en Japón por Kawasaki Heavy Industries, con base en kits enviados por Boeing. En realidad Boeing fabrica gran parte de los helicópteros, y luego KHI los ensambla, equipándolos con sistemas y equipos japoneses. Las diferencias entre CH-47J y CH-47D son los motores, palas del rotor y sistemas, ya que además de para tareas militares Japón requiere su empleo SAR y catástrofes.
Desde 1993, Japón adquirió el CH-47JA, versión de largo alcance del CH-47J, que además cuenta con un sistema de visión de infrarrojos AAQ-16 y controles de vuelo más modernos. Hasta 2001, Kawasaki había producido 50 CH-47J y 42 CH-47JA. De ellos, 34 CH-47J y 22 CH-47JA fueron entregados al Ejército y 16 CH-47J (de los que 10 se dieron de baja) y 20 CH-47JA a la Fuerza Aérea.
Hace pocos años, Japón encargó la conversión de 54 CH-47JA+, 39 para la JGSDF y 15 para JASDF. Cuentan con motores Honeywell T55-714A y otras características del CH-47F.

#### Reino Unido
Chinook HC.1
Basado en el CH-47C, pero con motores más potentes Lycoming T55-L-11E. Primeras unidades entregadas a partir de 1979. HC.1 adicionales se entregaron en 1984-86 con los motores empleados por el CH-47D (Lycoming T55-L-712). En total 41 unidades.
Chinook CH-47C
Un CH-47C argentino fue capturado y empleado para entrenamiento.
Chinook HC.1B
Modificación de los HC.1 supervivientes.
Chinook HC.2
Conversión de los 32 HC.1B supervivientes a CH-47D. Se compraron tres nuevos.
Chinook HC.2A
HC.2 con fuselaje reforzado, 6 unidades.
Chinook HC.3
Variante para las UKSF, basado en el CH-47SD e inspirado en el MH-47E. Se compraron 8 unidades.
Chinook HC.4
HC.2/2A con motores, equipos mejorados y cabina digital (Project Julius). 46 unidades.
Chinook HC.5
HC.3 modificados (Project Julius).
Chinook HC.6
Chinook nuevos encargados en 2009. Orden inicial de 24 unidades, reducida a 14 (12+2 repuestos).
Chinook HC.6A
HC.4 Chinook mejorado, con nuevos controles de vuelo (Digital Automatic Flight Control System, DAFCS).

### Modelos civiles

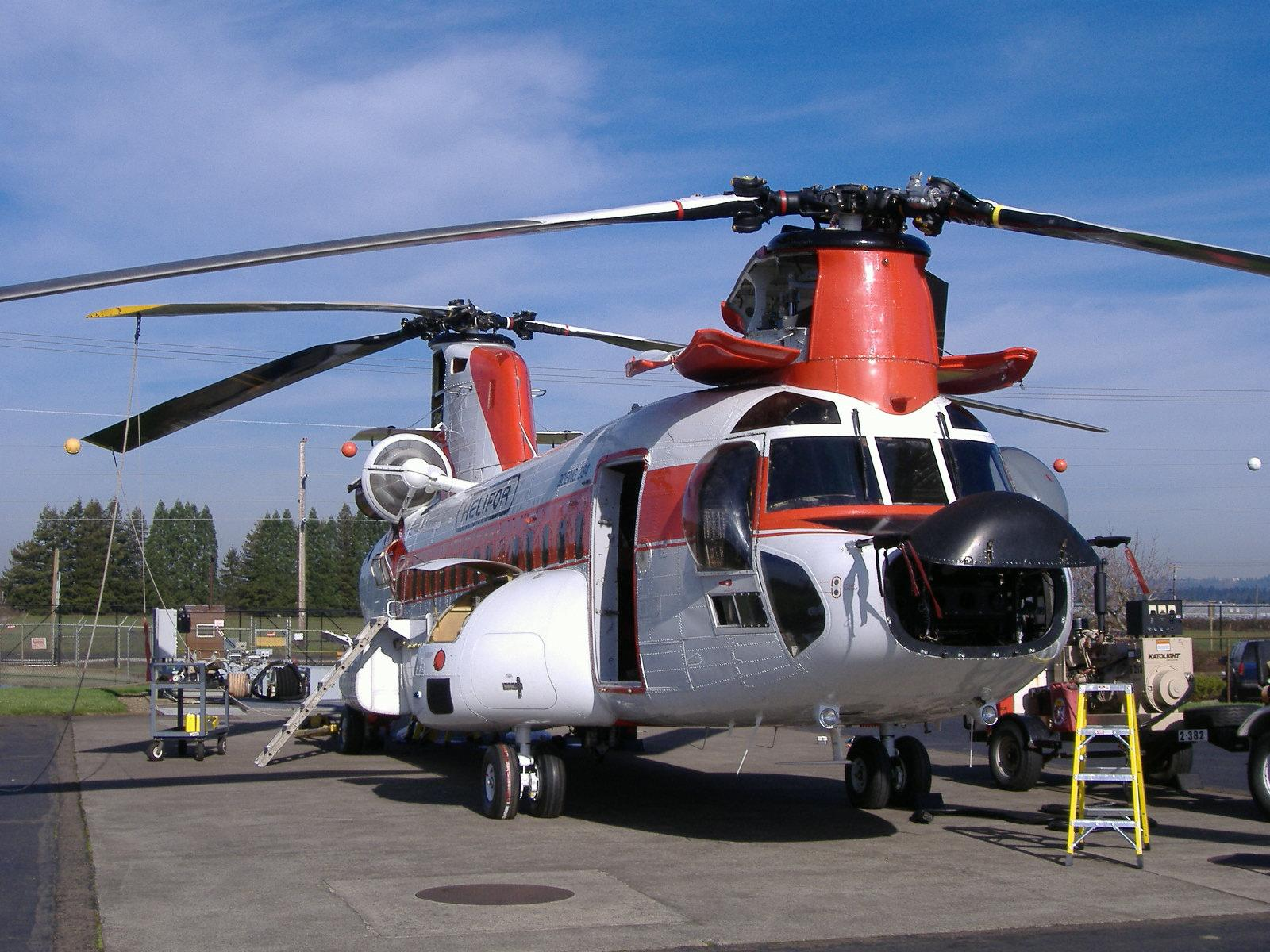
Model 234 C-FHFB (cn MJ005) durante una inspección en el helipuerto de Columbia Helicopters adyacente al Aurora State Airport. Aeronave bajo arrendamiento a Helifor. Antiguamente G-BISN con la compañía British Airways.

Model 234LR (Long Range)
Versión de transporte comercial. El Model 234LR puede ser preparado como helicóptero de transporte de: pasajeros, carga, o pasajeros más carga.
Model 234ER (Extended Range)
Versión de transporte comercial.
Model MLR (Multi Purpose Long Range)
Versión de transporte comercial.
Model 234UT (Utility Transport)
Helicóptero utilitario de transporte.
Model 414
El Model 414 es la versión de exportación internacional del CH-47D. También es conocido como el CH-47D International Chinook.

### Derivados
En la década de 1970, el Ejército de Estados Unidos contrató a Boeing para diseñar el HLH (Heavy Lift Helicopter), un helicóptero de carga pesada, designado XCH-62A, desarrollado a partir del CH-47.

## Operadores

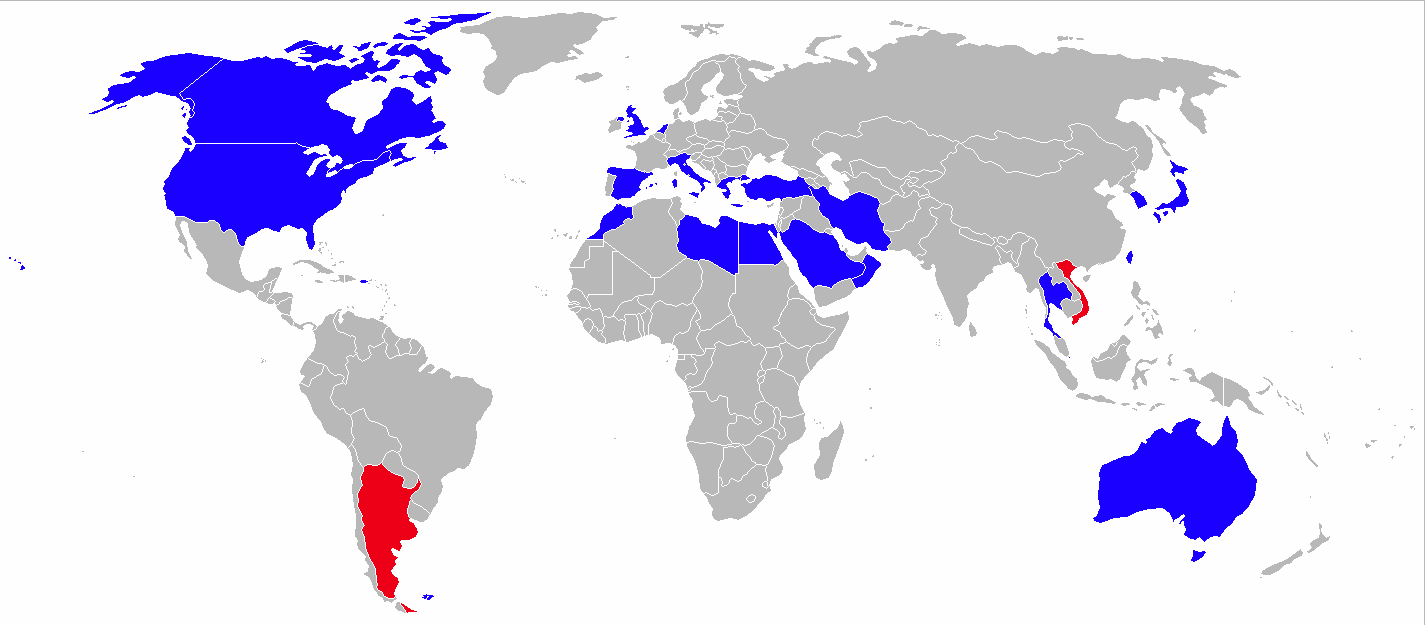
Usuarios militares actuales del CH-47 Chinook.
Anteriores usuarios militares del CH-47 Chinook.

### Militares

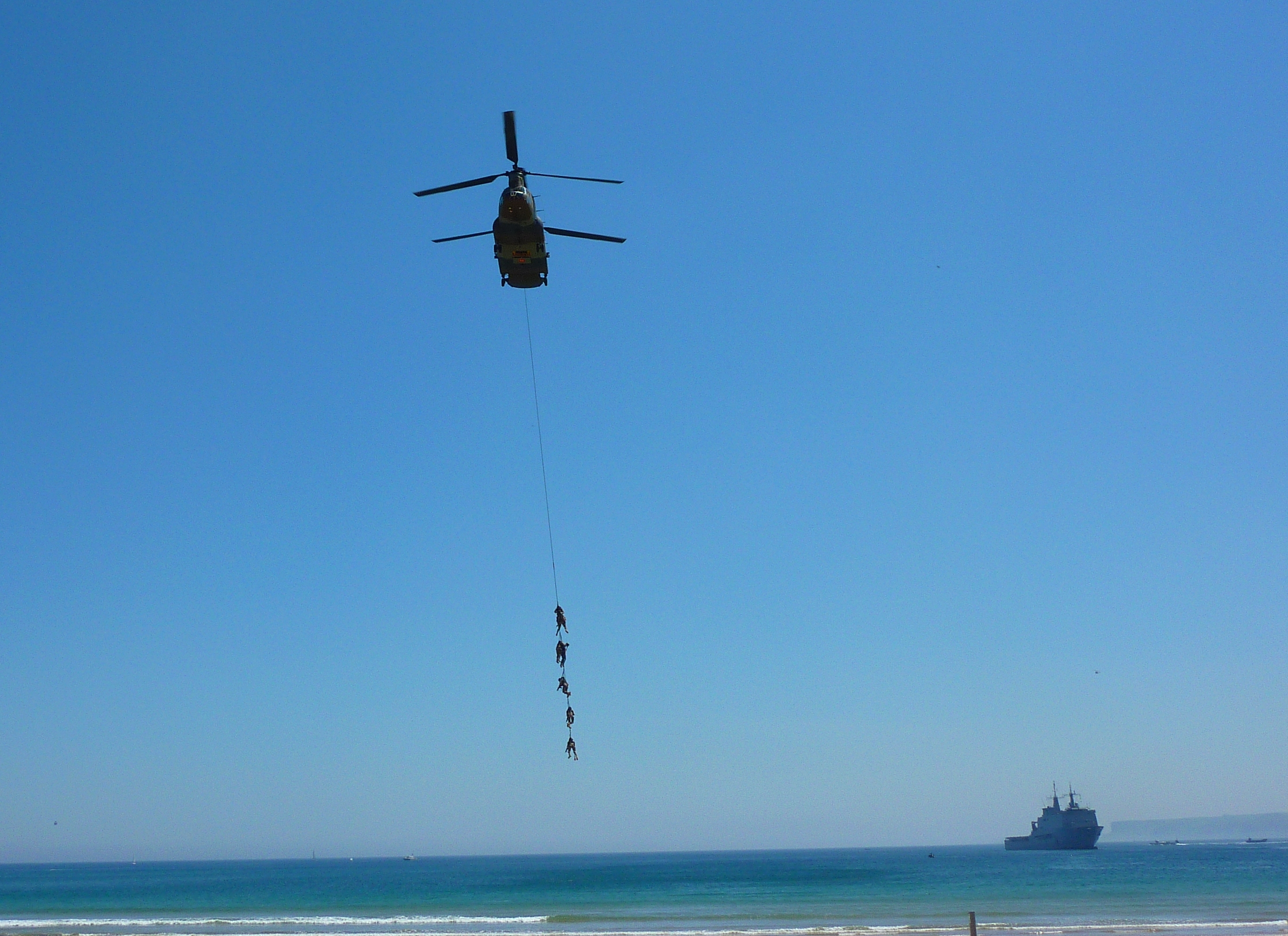
CH-47D del Ejército de Tierra de España transportando comandos mediante la técnica spie-rig durante una demostración en la playa del Sardinero de Santander con ocasión del Día de las Fuerzas Armadas en 2009.

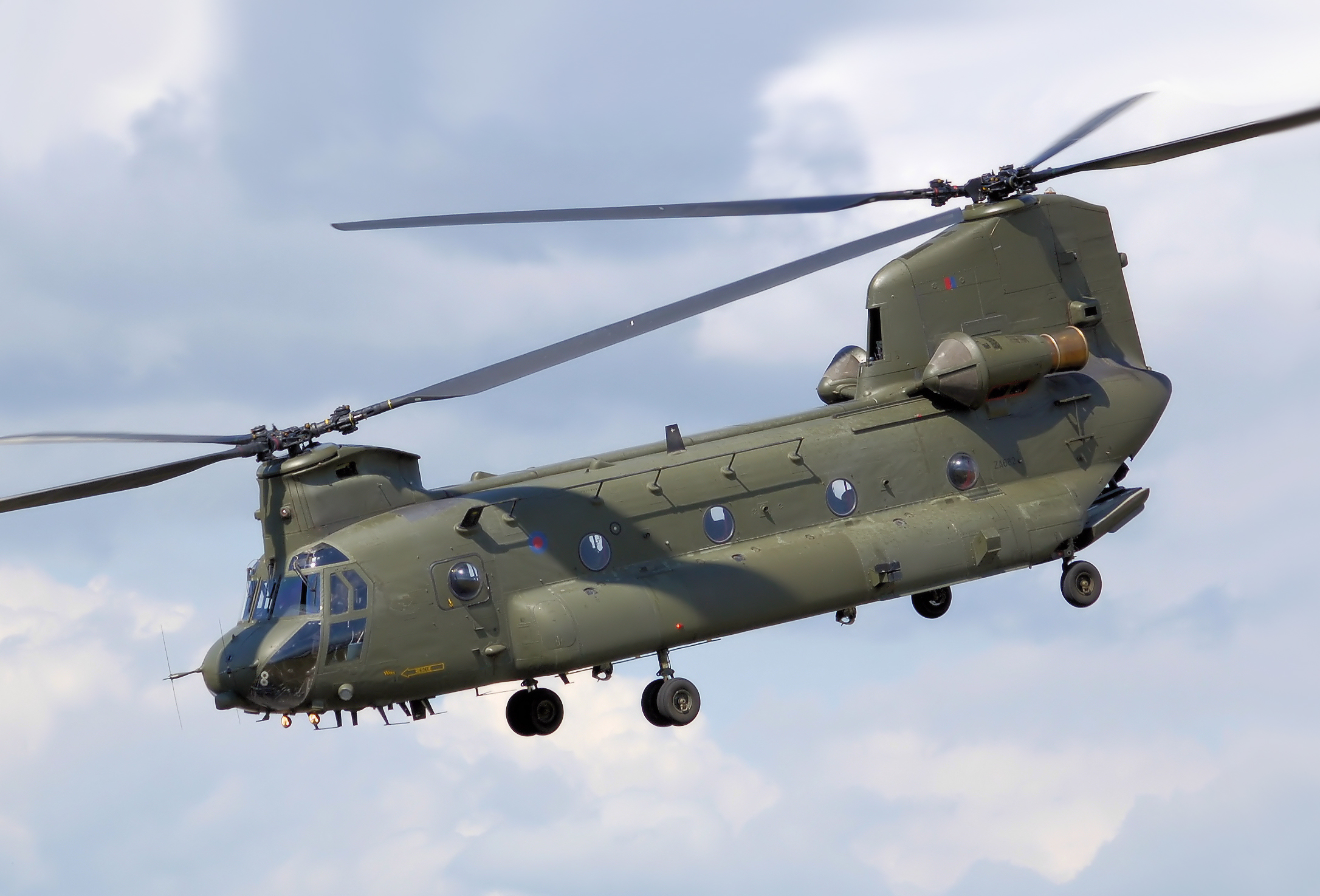
HC.2 Chinook de la Real Fuerza Aérea británica.

#### Actuales
Arabia Saudita
- Ejército Arabia Saudita: pedido en firme realizado de 8 CH-47F. Se quieren comprar hasta 48 unidades.

 Australia
- Ejército Australiano: Australia fue el primer cliente de exportación en 1973. El Model 414 australiano era un CH-47C, con adaptaciones específicas solicitadas por la Real Fuerza Aérea Australiana (RAAF). En Australia los helicópteros recibieron el apodo de "Chooks", palabra argot en Australia para el pollo. Tras varias vicisitudes, la flota se llevó al estándar CH-47D, siendo operada por el Ejército. Actualmente, Australia opera 10 CH-47F.

 Canadá
- Fuerzas Canadienses: Canadá fue el segundo cliente de exportación en 1974. Se compraron CH-47C que se adaptaron a las peculiaridades canadienses. También pasaron por varias vicisitudes hasta que Canadá se decidió a contar con la versión CH-47D para su empleo en Afganistán, comprando 6 unidades ex-Ejército estadounidense. Canadá ha comprado 15 CH-47F para poder hacer frente a los compromisos futuros.[101]

 Corea del Sur
- Fuerza Aérea y Ejército de Corea del Sur: Corea del Sur compró 18 CH-47D en 1988 para el Ejército, a los que años después sumó 14 CH-47D ex Ejército estadounidense, teniendo operativos unos 30. Se actualizarán a CH-47F. La Fuerza Aérea opera 6 HH-47D optimizados para misiones de búsqueda y rescate. La Fuerza Aérea emplea sus HH-47 para operaciones de fuerzas especiales.

 Egipto
- Fuerza Aérea Egipcia: Egipto compró 15 CH-47C en 1981, ordenados por Irán y embargados tras la revolución de 1979. Años después, compró 4 CH-47D nuevos y decidió actualizar a la versión D 12 CH-47C más antiguos. Los 3 CH-47C restantes quedaron como entrenadores, hasta que se decidió actualizarlos también.[102][103][104]

 Emiratos Árabes Unidos
- Fuerza Aérea de los Emiratos Árabes Unidos: Emiratos compró a Libia 12 CH-47C en 2003, que en 2005 fueron actualizados en Italia al estándar CH-47C+. Ha recibido 20 CH-47F nuevos y ha encargado 10 CH-47F adicionales.

 España
- Ejército de Tierra de España: el Chinook es el helicóptero de transporte pesado de las Fuerzas Armadas Españolas, operado por el Batallón de Helicópteros de Transporte V (BHELTRA V) de las Fuerzas Aeromóviles del Ejército de Tierra (FAMET). Fueron entregadas 19 aeronaves, dos de ellas accidentadas. Se compraron 9 CH-47C y años después 9 CH-47D, lo que llevó a actualizar al estándar D los helicópteros más antiguos CH-47C. Quedando 17 helicópteros CH-47D, armados con 3 ametralladoras M60 cada uno. Actualmente, todos modernizados (5 nuevos) a la versión CH-47F y equipados con 3 ametralladoras M240 cada uno.[105][106][107]

 Estados Unidos
- Ejército de los Estados Unidos: el Ejército estadounidense operaba 414 CH-47D y CH-47F en 2018.[108]
 También se contaba con 69 MH-47G en servicio en 2018, a los que se unieron 4 MH-47G Block II solicitados en 2018 y 6 más en 2019.[109][110][63]
- Army Reserve
- Army National Guard: ha operado o opera actualmente con CH-47A, CH-47B, CH-47C, CH-47D, MH-47D, MH-47E, CH-47F y MH-47G.

 Grecia
- Ejército Griego: Grecia encargó 10 CH-47C. Años después los llevó al estándar CH-47D y compró 6 CH-47SD nuevos y 10 CH-47D ex Ejército estadounidense.

 India
- Fuerza Aérea de India: India encargó 15 CH-47F, que están siendo recibidos.

 Irán
- Fuerza Aérea de la República Islámica de Irán
- Ejército de la República Islámica de Irán

 Italia
- Ejército Italiano: Elicotteri Meridionali construyó 40 ICH-47C para la Aviazione Leggera dell’Esercito desde 1973. En 2010 se encargaron 16 ICH-47F adicionales. En 2014 se encargaron 4 ICH-47F-ER (Extended Range), que irían al 3° Reggimento Elicotteri per Operazioni Speciali (REOS).[111]

 Japón
- Fuerza Aérea de Autodefensa de Japón
- Fuerza Terrestre de Autodefensa de Japón: Japón es el mayor usuario de exportación del CH-47, habiendo encargado más de 100 desde 1984. Kawasaki produjo 40 CH-47J y 22 CH-47JA de transporte para la Fuerza Terrestre de Autodefensa. Además, 16 CH-47J y 12 CH-47JA de búsqueda y rescate se construyeron para la Fuerza Aérea de Autodefensa.[88][112]

 Libia
- Fuerza Aérea Libia: Libia compró 20 CH-47C en 1979. El embargo internacional hizo que vendiera 12 a Emiratos en 2003. Finalizado el embargo, trató de actualizar los CH-47 restantes o comprar algún CH-47 ex Ejército estadounidense, pero llegó la guerra civil. Parece que algún CH-47 está tratando de ser puesto en servicio.

 Marruecos
- Real Fuerza Aérea Marroquí: a finales de los años 70, Marruecos compró en Italia 12 CH-47C, que vieron abundante uso en el Sáhara Occidental. En 2009 se compraron 3 CH-47D ex Ejército estadounidense. Marruecos quiere llevar sus helicópteros al estándar CH-47F.

 Países Bajos
- Real Fuerza Aérea de los Países Bajos: Holanda compró 7 CH-117 Canuck cuando Canadá decidió retirar sus CH-47. Los actualizó al estándar CH-47D y compró seis CH-47D nuevos, que Boeing entregó en 1995. El estándar CH-47D holandés ofrece mejoras respecto al del Ejército estadounidense. Actualmente han sido reemplazados por CH-47F, de los que Holanda ha encargado un total de 20.

 Reino Unido
- Real Fuerza Aérea: la RAF es, después de Estados Unidos, uno de los clientes más fieles. Para reemplazar a los Bristol Belvedere, y tras muchos años de lucha presupuestaria con el Gobierno, la Real Fuerza Aérea encargó 33 Chinook HC.1 en 1978. Las mejoras solicitadas por los británicos llevarían a Boeing a crear la variante CH-47D. Tras la experiencia y pérdidas en Malvinas, se encargaron otros 8 HC.1 adicionales, que se sumaron al CH-47C argentino capturado e incorporado a la RAF. Toda la flota se modernizó al estándar HC.2, incorporando mejoras incluidas en los CH-47D. La RAF estaba tan satisfecha con el CH-47, que se encargaron 8 HC.3 en 1995, una mezcla de MH-47E y CH-47SD destinada a operaciones especiales. La RAF tuvo problemas para poner en funcionamiento los HC.3, de modo que cumplieran los requerimientos operacionales de las fuerzas especiales, por lo cual acabaron almacenándose en 2001, para ser finalmente llevados en 2009 al estándar HC.2. Desde 1998, los HC.2 se han actualizado al nuevo estándar HC.2/2A. Actualmente, la RAF cuenta con 46 CH-47 en servicio, actualizados desde 2010 al estándar HC.4 o HC.5. En el futuro, se actualizarán al estándar HC.6.

 República de China
- Ejército de la República de China: Taiwán operó desde 1985 tres Boeing-Vertol 234MLR (Multi-purpose Long Range), variante civil del CH-47. En 1998, Taiwán encargó 9 CH-47SD.

 Singapur
- Fuerza Aérea de la República de Singapur: en 1996 se compraron 6 CH-47D, seguidos de 10 CH-47SD en 1999. En 2016 se encargaron 10 CH-47F nuevos y la conversión de los SD a CH-47F.

 Tailandia
- Ejército Real Tailandés: durante la guerra de Vietnam se recibieron 2 CH-47A ex Ejército estadounidense, siendo el primer operador extranjero. En 1990 adquirió 6 CH-47D.

 Turquía
- Ejército de Turquía: se han recibido los 11 CH-47F encargados.

#### Antiguos
Australia
- Real Fuerza Aérea Australiana: almacenados y transferidos al Ejército.

 Argentina
- Ejército Argentino y Fuerza Aérea Argentina: el Ejército Argentino deseaba comprar 35 CH-47, pero solo logró fondos para 2 aparatos. Los CH-47 se asignaron al Batallón de Aviación de Combate 601 y se emplearon en lanzamiento de paracaidistas, transporte de carga y personal, y ayuda a la población civil.
- Fuerza Aérea Argentina: tres CH-47C llegaron en 1979 al Grupo 7 de Helicópteros de la Fuerza Aérea Argentina. Los CH-47 contaban con mejoras adicionales, ya que no solo fueron empleados como transportes pesados, sino también en búsqueda y rescate y operaciones antárticas.

 Vietnam del Sur
- Fuerza Aérea de Vietnam: el 237th Helicopter Squadron de la Fuerza Aérea recibió helicópteros CH-47A transferidos por el Ejército estadounidense, a medida las unidades volvían a los Estados Unidos.

 Vietnam
- Fuerza Aérea Popular Vietnamita: entre 30 y 40 Chinook fueron capturados a la VNAF en 1975. Algunos fueron asignados al 917 Regimiento Aéreo Mixto, "Dong Thap". Entraron en combate en 1979 en la invasión de Camboya y la guerra con China. Volaron hasta que faltaron repuestos o fondos para mantenerlos. En los años 90 se solicitó a Boeing que inspeccionara los CH-47, por si fuera posible recuperar alguno.

### Civiles
Estados Unidos

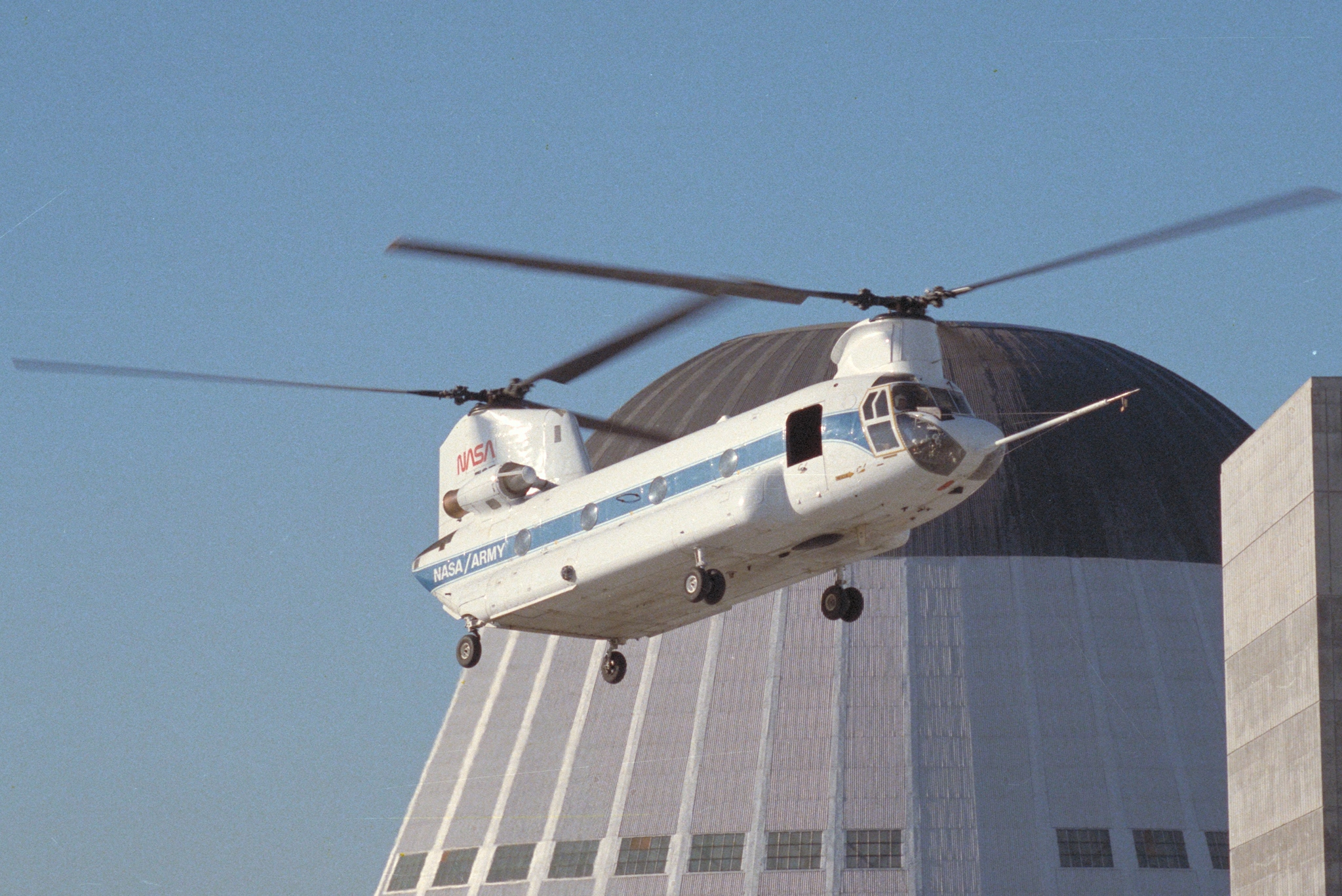
CH-47B Chinook de la NASA usado como simulador de vuelo. Antes perteneciente al Ejército de Estados Unidos.

- Columbia Helicopters: actualmente opera siete ejemplares de la variante 234.

 Canadá
- Helifor Canada Corp: en régimen de arrendamiento por Columbia Helicopters.

 República de China
- Taiwan National Fire Administration: oficialmente opera tres 234 y nueve CH-47SD. En realidad operados por las fuerzas armadas.

 Ecuador
- Icaro Air: en régimen de arrendamiento por Columbia Helicopters.

#### Antiguos
China
- Civil Aviation Administration of China: en pruebas únicamente, durante un periodo de un mes.[113]

 Estados Unidos
- Era Aviation
- NASA: 14 de agosto de 1979-20 de septiembre de 1989.[114]
- Trump Airlines

 Noruega
- CHC Helikopter Service (antes llamada Helikopter Services)

 Reino Unido
- British Airways

## Especificaciones (CH-47D)
Referencia datos: Boeing CH-47D/F, Army Chinook file, International Directory

### Características generales
- Tripulación: Tres (piloto, copiloto, mecánico de vuelo)
- Capacidad: 

  - Transporte de tropas: de 33 a 55 soldados
  - Evacuación médica: 24 camillas y 3 asistentes médicos
- Carga: 12 700 kg
- Longitud: 30,1 m (98,8 ft)
- Diámetro rotor principal: 18,3 m (60 ft)
- Altura: 5,7 m (18,7 ft)
- Área circular: 260 m² (2798,7 ft²)
- Peso vacío: 10 185 kg (22 447,7 lb)
- Peso máximo al despegue: 22 680 kg (49 986,7 lb)
- Planta motriz: 2× turboeje Lycoming T55-GA-712.
  - Potencia: 2796 kW (3855 HP; 3802 CV) cada uno.

### Rendimiento
- Velocidad máxima operativa (Vno): 315 km/h (196 MPH; 170 kt)
- Velocidad crucero (Vc): 220 km/h (137 MPH; 119 kt)
- Alcance: 741 km (400 nmi; 460 mi)
- Alcance en ferry: 2252 m (7388 ft)
- Techo de vuelo: 5639 m (18 500 ft)
- Régimen de ascenso: 7,7 m/s (1522 ft/min)
  - Carga máxima del rotor: 47
- Potencia/peso: 460 W/kg

### Armamento
- Ametralladoras: 

  - 1x en un afuste en la rampa de carga
  - 2x en las ventanas laterales detrás de los pilotos, generalmente M240/FN MAG o M60 de calibre 7,62 mm

### Aviónica
- Rockwell Collins CAAS (Sistema de Arquitectura de Aviónica Común) en versiones MH-47G/CH-47F

## Aeronaves relacionadas

### Desarrollos relacionados
- CH-46 Sea Knight

### Aeronaves similares
- Piasecki H-21
- CH-53 Sea Stallion
- S-64 Skycrane
- CH-54 Tarhe
- Yakovlev Yak-24

### Secuencias de designación

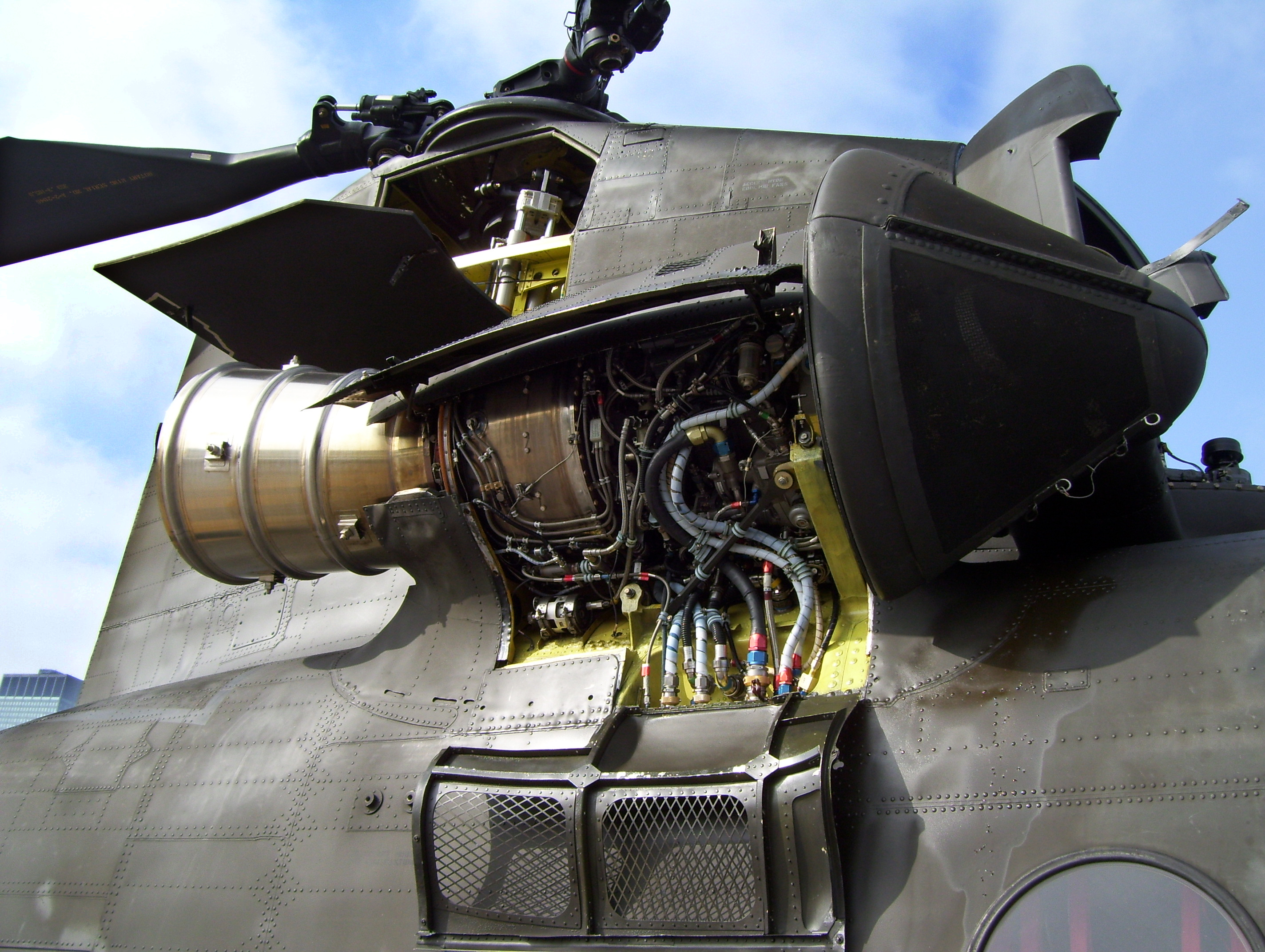
Motor Lycoming T55 derecho en la parte trasera de un CH-47 Chinook.

- Secuencia HC-_ (Helicópteros de Carga del Ejército estadounidense, 1956-1962): HC-1A/HC-1B
- Secuencia _H-_ (Helicópteros estadounidenses, 1962-presente): ← CH-37 - HH-43 - CH-46/HH-46/UH-46 - CH-47 - UH-48 - XH-49 - QH-50 →
- Secuencia C_-_ (Aeronaves de las Fuerzas Canadienses, 1968-presente): ← CC-144 - CT-145 - CH-146 - CH-147 - CH-148 - CH-149 - CC-150 →
- Secuencia Alfanumérica (Fuerzas Armadas italianas): ← Q-27 - F-35 - C-42/P-42 - H-47 - C-50 - P-72 - H-90 →
- Secuencia Z._ (Helicópteros del Ejército del Aire español, 1954-1978): ← Z.14 - Z.15 - Z.16 - Z.17 - Z.18 - Z.19 - Z.20
- Secuencia H._ (Helicópteros del Ejército del Aire español, 1978-presente): ← HA.14 - HR/HA/HRA.15 - HD/HE.16 - HT.17 - HU.18 - HT/HD.19 - HE.20 →